# Revoluțiile de la 1989
Revoluțiile de la 1989 au fost o serie de revoluții de la sfârșitul anilor '80 și începutul anilor '90, care au rezultat în prăbușirea regimurilor comuniste atât din Europa Central-Răsăriteană, cât și din alte părți ale lumii. Perioada poartă denumirea de Toamna națiunilor, inspirată de termenul „Primăvara națiunilor” atribuit Revoluțiilor din 1848.
Evenimentele revoluției și-au avut începutul în Polonia în 1989 și au continuat în Ungaria, Germania de Est, Bulgaria, Cehoslovacia, și România. Una dintre trăsăturile comune ale acestor desfășurări a fost folosirea extensivă a campaniilor de rezistență civilă, prin care s-au efectuat demonstrații populare împotriva continuării regimurilor monopartite și care contribuiseră la creșterea presiunii pentru schimbare. România a fost singurul membru al Blocului răsăritean a cărui revoluție  a dus la prăbușirea regimului comunist prin violență, în timp ce atât poporul român cât și popoarele celorlalte țări comuniste au suferit folosirea violenței din partea regimurilor însele. Protestele din Piața Tiananmen din 1989 au eșuat să stimuleze vreo schimbare politică majoră în China, însă imaginile puternice de sfidare în timpul protestelor au contribuit la precipitarea evenimentelor revoluționare din celelalte părți ale lumii. În aceeași zi, pe 4 iunie, Solidaritatea a obținut o victorie copleșitoare în alegerile parțial libere din Polonia, ceea ce a condus la o cădere a comunismului lipsită de vărsare de sânge în decursul verii anului 1989. Ungaria a sancționat dărâmarea secțiunii fizice a Cortinei de Fier aflată pe teritoriul său, conducând la exoduri în masă ale est-germanilor prin Ungaria, ceea ce a destabilizat Germania de Est. În orașe precum Leipzig au fost inflamate drept consecință proteste majore, urmate de simbolica cădere a Zidului Berlinului, un moment de cumpănă reprezentativ pentru viitoarea reunificare germană din 1990.
Uniunea Sovietică s-a destrămat odată cu sfârșitul anului 1991, care a avut ca rezultat formarea a 11 noi state suverane (Armenia, Azerbaidjan, Belarus, Georgia, Kazahstan, Kîrgîstan, Moldova, Tadjikistan, Turkmenistan, Ucraina și Uzbekistan), toate acestea declarându-și independența față de URSS în cursul anului următor, în timp ce statele baltice (Estonia,  Letonia și Lituania) și-au redobândit independența. Ceea ce a mai rămas din Uniunea Sovietică, constituindu-i marea majoritate teritorială, a devenit Federația Rusă în decembrie 1991. Comunismul a fost abandonat în Albania și Iugoslavia între 1990 și 1992. Odată cu anul 1992, Iugoslavia s-a divizat în cinci state succesoare, Bosnia și Herțegovina, Croația, Macedonia, Slovenia și Serbia și Muntenegru, care într-un final s-a separat în cele două state Serbia și Muntenegru. Serbia a fost în continuare supusă divizunii în urma proclamării parțial recunoscutului stat Kosovo. Cehoslovacia a fost dizolvată la trei ani după sfârșitul regimului comunist, împărțită în mod pașnic în Cehia și Slovacia în 1992. Impactul a fost simțit de multe alte țări socialiste. Comunismul a fost abandonat în țări precum Cambodgia, Etiopia, Mongolia (în care un nou guvern comunist a fost ales democratic, aflat la putere până în 1996), și Yemenul de Sud. Colapsul comunismului (și al URSS) a fost considerat sfârșitul Războiului Rece.
În timpul adoptării unor diferite forme ale economiei de piață, a existat inițial un declin în nivelul de trai. Reformele politice au fost variate, însă în doar patru țări au reușit partidele comuniste să își mențină monopolul asupra puterii: China, Cuba, Laos și Vietnam (Coreea de Nord fiind supusă unei reforme constituționale prin care prezența nominală a comunismului a fost reprimată, rămânând însă de facto organizată în spirit stalinist). Multe organizații comuniste și socialiste din Occident și-au îndreptat traiectoria ideologică către social-democrație. Partidele comuniste din Italia și San Marino au avut de suferit, în contextul în care reînnoirea clasei politice, numită „mani pulite”, începuse deja în anii '90, la fel cum o înclinație vizibilă către stânga politică începea să aibă loc în America de Sud, inițial cu Venezuela în 1999 și extinsă către alte națiuni în anii 2000. Panorama politică a Europei a fost influențată drastic, după ce numeroase foste membre ale Blocului răsăritean au aderat la NATO și la Uniunea Europeană, o forță a integrării economice și sociale mult mai vizibile pe continent.

## Context

### Dezvoltarea Blocului răsăritean

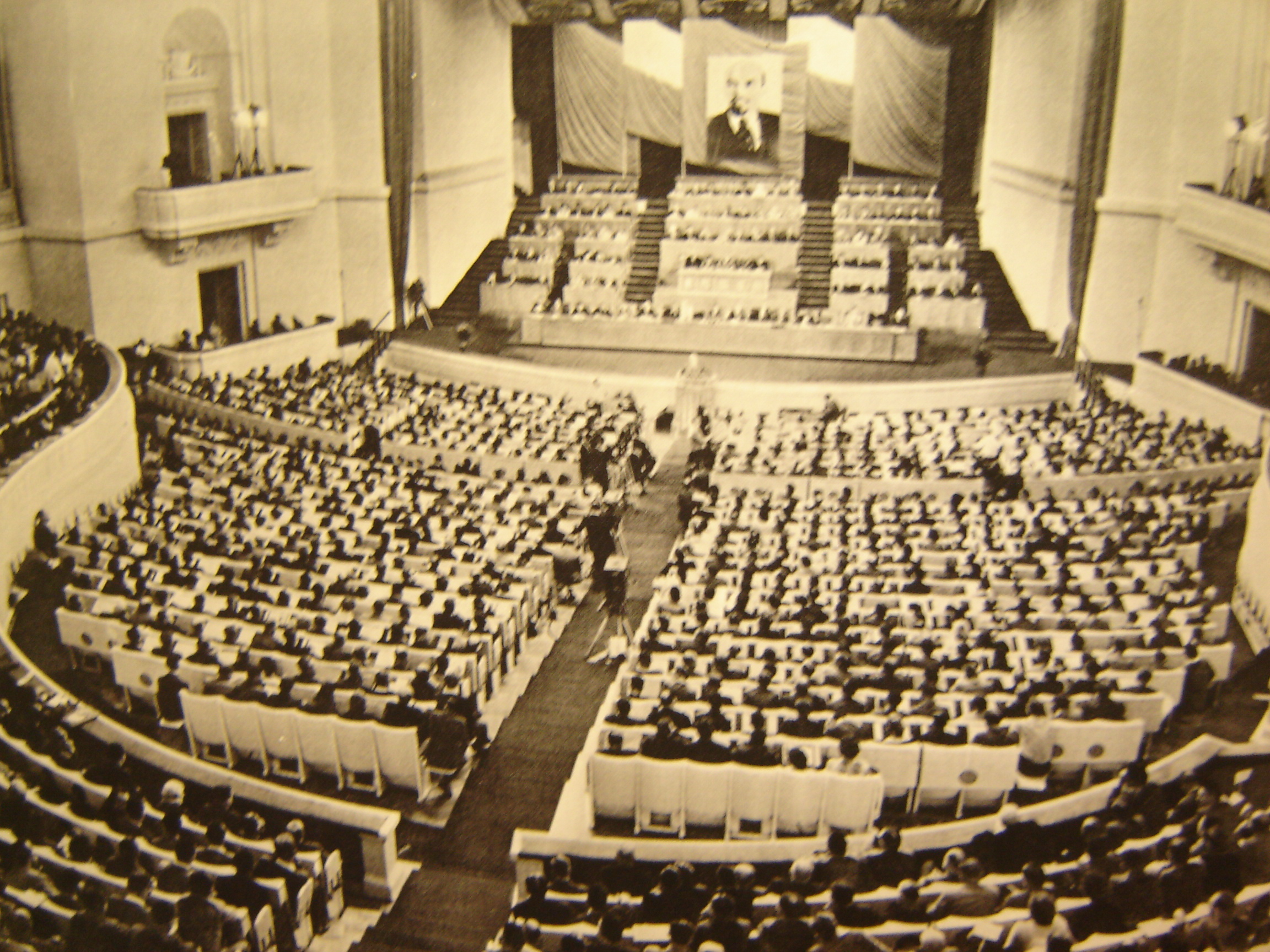
Al patrulea congres al Partidului Muncitoresc Unit Polonez, desfășurat în 1963.

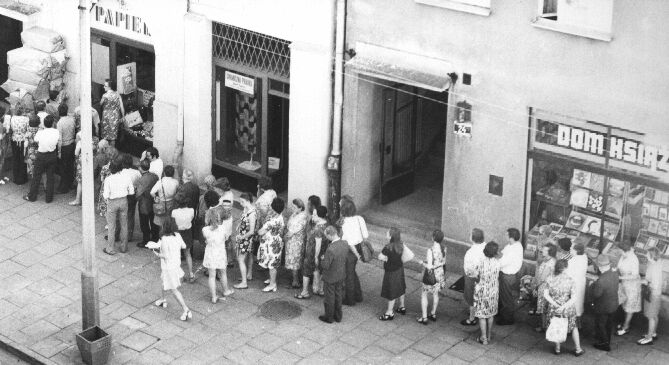
Coadă la intrarea unui magazin, scenă tipică în Polonia anilor 1980.

Socialismul a început să capete avânt în rândul clasei muncitoare globale încă din secolul al XIX-lea. Acesta a culminat la începutul secolului XX, când mai multe state și colonii și-au format propriile partide comuniste. Multe dintre țările implicate aveau structuri ierarhice cu guverne monarhice și structuri sociale aristocratice cu o nobilime bine stabilită. Socialismul era indezirabil în cercurile claselor conducătoare (care au început să includă lideri de afaceri industriale) din statele de la sfârșitul sec. XIX și începutul sec. XX; astfel, comunismul a fost reprimat. Promotorii săi au fost persecutați în timp ce oamenii au fost descurajați din a-l adopta. Această practică a existat chiar și în state care exercitau un sistem pluripartit.
Revoluția Rusă din 1917 a dus la emergența primului stat comunist în cadrul Uniunii Republicilor Sovietice Socialiste (URSS), odată ce bolșevicii au răsturnat dinastia Romanov.
În timpul perioadei interbelice, comunismul s-a bucurat de o susținere crescândă în multe părți ale lumii, în special în orașe și metropole. Aceasta a condus la desfășurarea unei serii de epurații politice în multe țări, menite stăvilirii mișcărilor. Rezistența violentă împotriva acestor represiuni a afectat popularitatea comunismului atât în centrul cât și în estul Europei. 
La începutul celui de-al Doilea Război Mondial, atât Germania nazistă cât și URSS ocupaseră țări în Europa Răsăriteană în urma Pactului Ribbentrop-Molotov. Germania se întoarse împotriva celei din urmă, și începuse invazia teritoriului său: bătăliile de pe Frontul de Est au fost cele mai mari din istorie. URSS s-a alăturat Aliaților, urmând ca în cadrul Conferințelor de la Teheran și Ialta aceștia să stabilească statutul Europei Răsăritene ca parte a „sferei de influență politică sovietice”. Soveticii i-au înfruntat pe germani până într-un impas militar, în urma căruia au reușit să îi împingă înapoi înspre vest și să atingă Berlinul înainte de încheierea războiului. Ideologia nazistă era violent anti-comunistă, căci naziștii au suprimat brutal mișcările comuniste din țările sub ocupație. Comuniștii au jucat un rol important în rezistența anti-nazistă din țările respective. Odată ce sovieticii au forțat retragerea armatei germane, aceștia au asumat control temporar asupra teritoriilor devastate.
După al Doilea Război Mondial, sovieticii s-au asigurat ca acei comuniști care au ajuns la putere în țările ocupate să fie loiali Kremlinului. Aceștia au păstrat trupe pe toată întinderea teritoriilor. În cadrul Războiului Rece, între statele legate prin Pactul de la Varșovia și Occidentul capitalist unit prin NATO se menținuseră tensiuni asidue. Revoluția Chineză din 1949 a adus și consolidat comunismul în China.
În timpul Revoluției ungare din 1956, o revoltă națională spontană anti-autoritară, Uniunea Sovietică a invadat Ungaria pentru a-și re-impune controlul. În 1968, o acțiune similară de represiune față de Primăvara de la Praga avuse loc prin organizarea invaziei Pactului de la Varșovia a Cehoslovaciei.

### Emergența Solidarității în Polonia
Haosul laburist din Polonia anilor '80 a dus la formarea sindicatului independent Solidaritatea, condus de către Lech Wałęsa, care ajunge în timp o forță politică de sine stătătoare. Pe 13 decembrie 1981, primul-ministru polonez Wojciech Jaruzelski a sancționat dizolvarea Solidarității prin declararea legii marțiale în Polonia, suspendarea sindicatului și întemnițarea liderilor săi.

### Mihail Gorbaciov
Cu toate că mai multe țări din Blocul estic au încercat niște reforme economice și politice limitate și nereușite încă din anii ‘50 (de exemplu Revoluția ungară din 1956 și Primăvara de la Praga din 1968), ascensiunea lui Mihail Gorbaciov la putere în 1985 a semnalat tendința spre o mai vastă liberalizare. În mijlocul anilor ‘80, o generație mai tânără de apparatciki sovietici, conduși de Gorbaciov, au început să advoce reformă fundamentală pentru a recupera ani de stagnare (1964-1985). După decenii de dezvoltare, Uniunea Sovietică se confrunta cu o perioadă de declin economic sever și avea nevoie de credite și tehnologie din Occident ca să compenseze pentru înapoierea sa crescândă. Costurile de a-și menține armata, KGB-ul, subvențiile acordate statelor-client etc., au tensionat mai tare economia Uniunii Sovietice.
Primele semne ale unei reforme majore au apărut în 1986 când Gorbaciov a lansat o politică de glasnost în Uniunea Sovietică și a accentuat nevoia de restructurare economică (perestroika). În primăvara anului 1989, Uniunea Sovietică nu numai a întâlnit dezbatere media plină de viață, dar de asemenea a organizat primele alegeri multi-candidat în Congresul Deputaților Poporului al URSS. Chiar dacă glasnost a advocat în mod ostensibil sinceritate și critică politică, ele au fost permise numai într-un spectru îngust dictat de stat. Oamenii de rând în Blocul răsăritean erau încă supuși poliției secrete și reprimării politice.
Gorbaciov și-a îndemnat omologii din Europa Centrală și de Sud-Est să imite perestroika și glasnost în propriile țări. Însă, în timp ce reformiștii din Ungaria și Polonia au fost încurajați de forța liberalizării din Est, alte țări din Blocul răsăritean au rămas sceptice și au evitat reforma. Crezând că inițiativele lui Gorbaciov de reformă nu vor dura mult, lideri comuniști intransigenți precum Erich Honecker în Republica Democrată Germană, Todor Zhivkov în Bulgaria,  Gustáv Husák în Cehoslovacia și Nicolae Ceaușescu în România au ignorat apelurile pentru reformă.

## Spre revoluție
La sfârșitul anilor '80, atât statele caucaziene cât și cele baltice cereau Moscovei autonomie mai accentuată, în timp ce Kremlinul pierdea încet o parte din controlul asupra unor regiuni sau elemente din întreaga URSS. În noiembrie 1988, Republica Sovietică Socialistă Estonă a emis o declarație de suveranitate, care avea să ducă eventual la emiterea unor proclamări similare de autonomie în alte state membre.
Accidentul nuclear de la Cernobîl din aprilie 1986 a avut efecte politice și sociale majore care au catalizat sau cel puțin parțial cauzat revoluțiile din 1989. Unul dintre rezultatele politice ale dezastrului a fost creșterea rapidă în importanță a noii politici sovietice glasnost.
E dificil să fie stabilit costul economic total al exploziei. Conform lui Gorbaciov, Uniunea Sovietică a cheltuit 18 miliarde de ruble (echivalentul a 18 miliarde de dolari americani din acea vreme) pe izolare și decontaminare, dând efectiv faliment.

## Colapsul, între vara lui 1989 și toamna lui 1991
Polonia a dat avântul exploziei revoluționare din 1989, în urma căreia sentimentul anti-regim cuprinse și Ungaria, Germania de Est, Bulgaria, Cehoslovacia, și România. Una dintre caracteristicile comune ale acesui șir de evenimente a fost folosirea extinsă a campaniilor de rezistență civilă, prin care opoziția populară continuă împotriva sistemelor monopartite s-a afirmat și a contribuit la presiunea pentru schimbare. România a fost singurul membru al Blocului răsăritean al cărei popor a dat jos de la putere regimul comunist prin violență, în măsura în care regimurile comuniste din cauză au folosit violența împotriva populațiilor răsculate. Protestele din Piața Tiananmen, Beijing, din 1989, au eșuat să stimuleze o schimbare politică în China, însă prin imaginile lor puternice de curajoasă sfidare au contribuit la precipitarea evenimentelor din celelalte părți ale lumii. În ziua de 4 iunie, Solidaritatea câștigase o victorie sclipitoare în alegerile parțial libere din Polonia, aducând la pământ comunismul în mod pașnic în vara lui 1989. Ungaria demolase secțiunea fizică a Cortinei de Fier, ceea ce duse la exoduri în masă ale est-germanilor prin Ungaria, fenomen care a destablizat regimul est-german. Aceasta a dus la izbucnirea unor demonstrații în masă în orașe precum Leipzig și la iminenta cădere a Zidului Berlinului, un semnal simbolic al viitoarei reunificări germane din 1990.
Uniunea Sovietică s-a destrămat în 1991, având ca rezultat formarea a 14 state independente (Armenia, Azerbaidjan, Belarus, Estonia, Georgia, Kazahstan, Kârgâzstan, Letonia, Lituania, Republica Moldova, Tadjikistan, Turkmenistan, Ucraina și Uzbekistan) care și-au declarat independența în cursul anilor 1990-91. Restul URSS, care îi constituise partea cea mai întinsă, a devenit Rusia in decembrie 1991. Comunismul a fost abandonat în Albania și Iugoslavia între 1990 și 1992. De la 1992, Republica Socialistă Federativă Iugoslavia s-a divizat în cinci state succesoare - Bosnia și Herțegovina, Croația, Macedonia, Slovenia, și Republica Federală a Iugoslaviei, care a fost redenumită mai târziu Serbia și Muntenegru, ajungând în final să se scindeze în două state, Serbia și Muntenegru. Serbiei se ajunse să i se rupă și mai mult din teritoriu odată cu proclamarea parțial recunoscută a statului Kosovo. Cehoslovacia s-a dizolvat la trei ani după căderea regimului, printr-o separare pașnică în Cehia și Slovacia în anul 1992. Impactul a fost simțit de o multitudine de țări socialiste. Comunismul a fost abandonat mai departe în țări precum Cambodia, Etiopia, Mongolia (condusă până în 1996 însă de un guvern comunist reales democratic) și Yemenul de Sud. Prăbușirea comunismului (și a URSS) i-a convins pe unii comentatori să declare sfârșitul Războiului Rece.
În timpul adoptării consecutive a unor forme variate ale economiei de piață, a existat inițial un declin general în nivelul de trai. Reformele politice erau diverse, doar patru țări ajungând să fie supuse în continuare monopolului politic al partidelor comuniste din fiecare: China, Cuba, Laos, și Vietnam. Multe organizații comuniste și socialiste din Occident și-au cedat principiile îndrumătoare social-democrației. Partidele comuniste din Italia și San Marino au avut de suferit, având loc o revigorare a clasei politice italiene în anii '90. Panorama politică a Europei a fost drastic schimbată, căci numeroase state din Est au aderat la NATO și Uniunea Europeană, ceea ce a avut ca rezultat o integrare socială și economică mai puternică a acestora.

## Schimbări de regim în afara Europei Răsăritene
În februarie 1986, așa-numita „Revoluție a puterii poporului” din Filipine l-a dat jos pe cale pașnică de la putere pe dictatorul Ferdinand Marcos și l-a adus pe Corazon Aquino în postul de președinte.
Efectul domino al revoluțiilor de la 1989 a avut efecte și asupra altor regimuri precum cel de tip apartheid sud-african și junta militară a dictatorului chilian Augusto Pinochet, care au urmat să fie dizolvate în anii '90 în urma retragerii fondurilor și sprijinului diplomatic din Occident. Argentina, Ghana, Indonezia, Nicaragua, Coreea de Sud, Suriname, Taiwan și Yemenul (scindat politic în Nord și Sud) au ajuns să fie conduse, alături de multe altele, de guverne alese democratic.
Estimări concrete ale numărului de democrații la nivel global variază în funcție de criteriile pe baza cărora se efectuează, însă conform unor măsurători odată cu anii '90 târzii existau în lume peste 100 de democrații, o creștere semnificativă în doar câteva decenii.

## Impactul Solidarității se amplifică

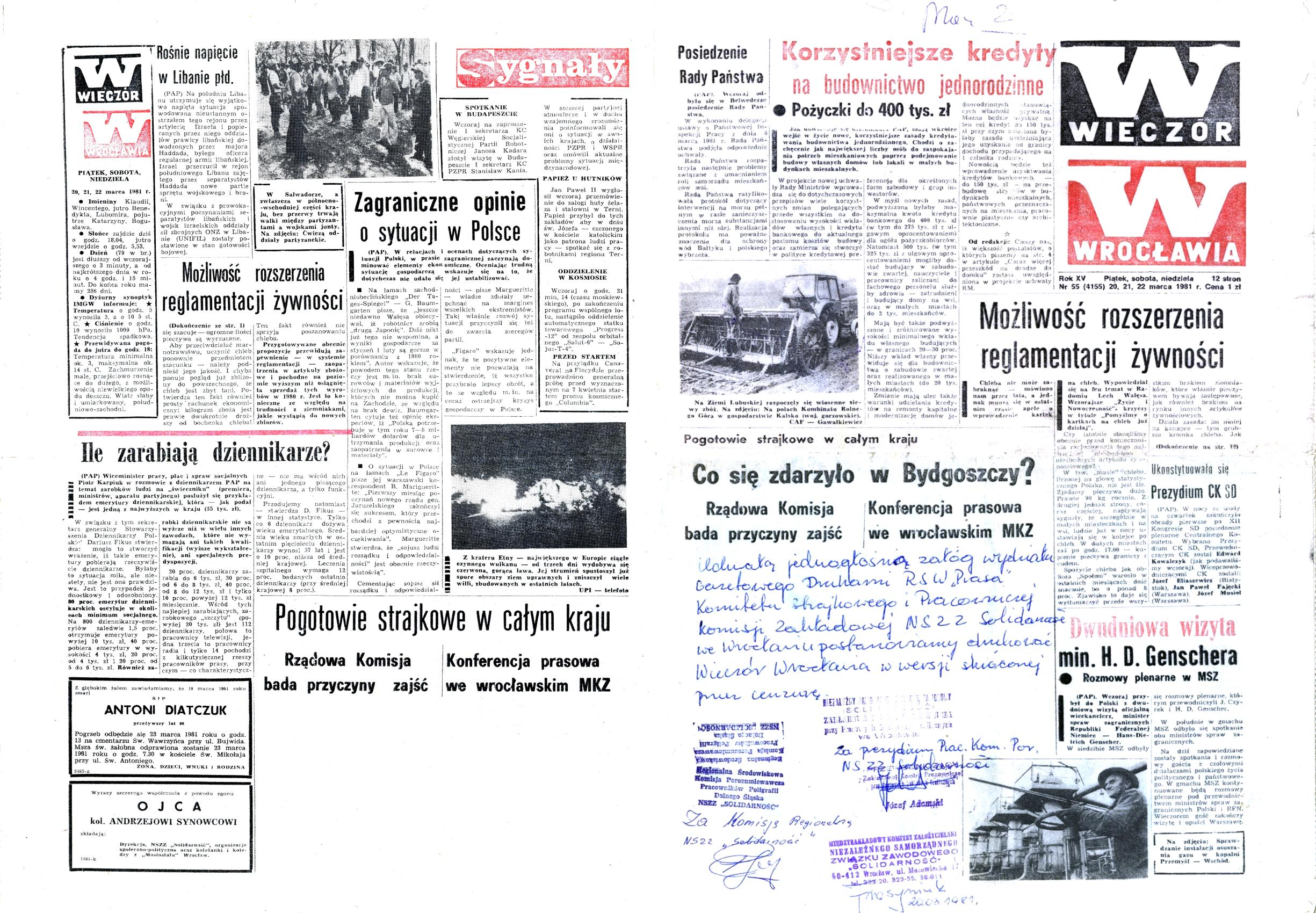
20–21 martie 1981, publicația „Wieczór Wrocławia” (Seară în Wrocław). Spațiile libere au rămas în urma cenzurii guvernului a unor articole de pe prima (dreapta, „Ce s-a întâmplat în Bydgoszcz?”) și ultima pagină (stânga, "Alertă de grevă la nivel național"), lăsându-le doar titluri. Tipografii—membri ai sindicatului Solidaritatea—au decis să publice ziarul în condițiile acestea. Pe partea inferioară a primei pagini apare confirmarea directă din partea organizației a acestei decizii.

În de-a lungul anilor '80, Solidaritatea a continuat să funcționeze ca o organizație clandestină aflată în afara legii, și cu susținerea Bisericii Catolice. Însă, odată cu încheierea deceniului, Solidaritatea devenise suficient de puternică să prevină încercările lui Wojciech Jaruzelski de reformă, iar prin grevele naționale din Polonia anului 1988 a avut succes în deschiderea dialogului cu guvernul acestuia. Pe 9 martie 1989, ambele tabere și-au oferit consimțământul asupra transformării parlamentului într-unul bicameral sub denumirea de Adunare Națională. Seimul deja existent urma să devină camera inferioară. Senatul avea să fie ales de către popor. Fiind din punct de vedere tradițional o funcție ceremonială, președinției avea să i se ofere putere sporită..
Odată cu anul 1989, Uniunea Sovietică ajunse să reprofileze doctrina Brejnev în favoarea non-intervenției în politica internă a aliaților săi est-europeni, schimbare căreia îi fusese atribuită denumirea de doctrina Sinatra, ca o referință umoristică la melodia My Way a artistului american Frank Sinatra. Polonia a devenit prima țară din Pactul de la Varșovia care se despărțise definitiv de dominația URSS.

## Mișcările politice naționale

### China
Noul lider chinez Deng Xiaoping (în funcție între 1982–87) a dezvoltat conceptul de „socialism cu particularități chineze”, bazat pe un concept de economie socialistă de piață în jurul anului 1984, care însă se opri din progres.
Primele demonstrații ale studenților chinezi, care le-au precedat pe cele din 1989 din capitală, au avut loc la Hefei în decembrie 1986. Studenții cereau desfășurarea de alegeri la nivel de campus, șansa de a studia în străinătate și o accesibilitate mai accentuată la cultura pop occidentală. Protestele lor s-au folosit ca avantaj de atmosfera politică slăbită prin mitinguri împotriva încetului ritm al reformelor. Secretarul-general Hu Yaobang, protejat al lui Deng Xiaoping și un susținător fruntaș pentru reforme, a fost blamat pentru emergența protestelor și forțat să demisioneze din funcție în ianuarie 1987. Hu a urmat să fie denunțat în continuare și prin viitoarea „Campanie de liberalizare anti-burgheză”.
Protestele din Piața Tiananmen au fost inflamate de moartea lui Hu Yaobang la 15 aprilie 1989. În ajunul înmormântării sale de stat, au existat aproximativ 100.000 de studenți care s-au adunat în Piața Tiananmen pentru a o observa; consecutiv, niciun lider nu a ieșit prin Marea Sală a Poporului din Beijing. Mișcarea a continuat pentru șapte săptămâni la rând.
Vizita lui Gorbaciov în China pe 15 mai din timpul protestelor a adus multe agenții străine de știri la Beijing, a căror mediatizare simpatizantă a protestatarilor a reușit să galvanizeze un spirit liberator în rândul central-, -sud-est- și est-europenilor care le urmăreau. Conducătorii chinezi, în mod particular secretarul-general PCC Zhao Ziyang, au început mai devreme de omologii lor sovietici să reformeze în mod radical economia, erau deschiși schimbărilor la nivel politic, însă nu și dacă se ajungea la haosul instalat în timpul Revoluției Culturale.
Mișcarea, începută pe 15 aprilie la moartea lui Hu, durase până pe 4 iunie 1989 când Piața Tiananmen fusese pătrunsă de tancuri care au restructurat spiritul de revoltă. În Beijing, răspunsul militar la protestele desfășurate al guvernului comunist i-a îndatorat pe mulți civili cu curățarea pieței de morți și răniți. Numărul exact al pierderilor este unul incert.
Pe 7 iulie 1989, președintele Mihail Gorbaciov a denunțat în mod implicit folosirea violenței împotriva celorlalte națiuni-satelit. Adresându-se membrilor celor 23 de națiuni ale Consiliului Europei, Gorbaciov nu a făcut nicio referire directă la doctrina Brejnev, pe baza căreia Moscova își evidenția dreptul de a folosi forța armată pentru a preveni retragerea vreunei țări din Pact, însă a afirmat că „Orice interferență în afacerile interne sau orice încercare de a restricționa suveranitatea statelor – apropiate, aliate sau altele – este inadmisibilă”.

### Polonia

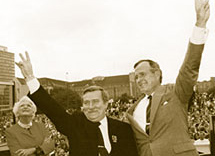
Președintele Solidarității Lech Wałęsa (centru) alături de președintele american George H. W. Bush (dreapta) și Barbara Bush (stânga) în Varșovia, iulie 1989.

Un prim val de proteste lovise Polonia între aprilie și mai 1988, iar un al doilea începuse pe 15 august același an când o grevă a izbucnit la mina de cărbune din Jastrzębie-Zdrój, unde muncitorii cereau re-legalizarea Solidarității. În următoarele zile, 16 alte mine au intrat în grevă, urmate de un număr de șantiere navale, printre care la 22 august, șantierul Gdansk, renumit ca fiind epicentrul tulburării industriale din 1980 care a dus la nașterea Solidarității.
Pe 31 august 1988 Lech Wałęsa, liderul Solidarității, a fost invitat la Varșovia de către autoritățile comuniste, care au acceptat într-un final conversația.  Pe 18 ianuarie 1989 în timpul unei sesiuni înverșunate a celui de-al 10-lea Plenar al Partidului Muncitoresc Unit Polonez, generalul Wojciech Jaruzelski, prim-secretarul, a reușit să obțină susținerea partidului pentru negocieri formale cu Solidaritatea, ceea ce a dus la viitoarea sa legalizare - cu toate că aceasta a fost obținută doar prin amenințarea demisiei întregii conduceri a partidului în cazul eșecului.  Pe 6 februarie 1989 discuții formale de masă rotundă au loc în Sala Columnelor din Varșovia. Pe 4 aprilie 1989, istorica Înțelegere a Mesei Rotunde a fost semnată, legalizând Solidaritatea și punând în aplicare alegeri parțial libere (vezi alegerile legislative din Polonia anului 1989) aranjate pentru data de 4 iune (incidental, ziua subsecventă declanșării protestelor din Piața Tiananmen, China). Un cutremur politic a urmat după acestea. Victoria Solidarității a întrecut toate așteptările. Candidații acesteia au ocupat toate locurile parlamentare pentru care le era permisă candidatura pentru a intra în Seim, în timp ce în Senat obținuseră 99 din cele 100 locuri valabile (cu un candidat independent ocupând singurul loc rămas). Concomitent, mulți candidați comuniști proeminenți nu reușiseră să obțină nici minimul de voturi necesare obținerii numărului de voturi rezervate pentru aceștia.
Pe 15 august 1989, doi vechi parteneri de coaliție ai comuniștilor, Partidul Popular Unit (ZSL) și Partidul Democratic (SD) ale Poloniei, au rupt alianța cu PMUP și și-au anunțat susținerea Solidarității. Ultimul prim-ministru comunist al Poloniei, generalul Czesław Kiszczak, a afirmat că și-ar da demisia pentru a-i permite unui non-comunist să formeze administrația. Datorită faptului că Solidaritatea a rămas singurul grup politic capabil de formarea unui guvern, a fost asigurat faptul că un membru al ei ar avea să devină noul prim-ministru. Pe 19 august 1989, într-un moment surprinzător de cumpănă, Tadeusz Mazowiecki, un redactor anti-comunist și susținător al Solidarității, dar și un devotat catolic, a fost numit în funcția de prim-ministru al Poloniei - neexistând nicio voce de protest din partea Uniunii Sovietice. Cinci zile mai târziu, pe 24 august 1989, Parlamentul Poloniei a pus capăt celor 40 de ani de regim monopartit prin transformarea lui Mazowiecki în primul prim-ministru non-comunist al țării de la începuturile epocii postbelice. Într-un tensionat Parlament, Mazowiecki obținuse 378 de voturi, cu 4 împotrivă și 41 abțineri. Pe 13 septembrie 1989 un nou guvern non-comunist a fost aprobat de Parlament, primul de acest fel din Blocul răsăritean. Pe 17 noiembrie 1989 statuia lui Felix Dzerjinski, fondatorul polonez al CEKA și un simbol al opresiunii comuniste, a fost dărâmată din Piața Bankowy, Varșovia. Pe 29 decembrie 1989 Seimul a modificat constituția prin care a schimbat numele oficial al țării din Republica Populară Polonă în Republica Poloniei. Partidul Muncitoresc Unit Polonez s-a dizolvat pe 29 ianuarie 1990, și a fost transformat în (partidul) Social-Democrația Republicii Poloniei.
În 1990, Jaruzelski a demisionat ca președinte al Poloniei, și a fost succedat de Wałęsa, care a câștigat alegerile prezidențiale din 1990 ținute în două tururi de scrutin pe 25 noiembrie și 9 decembrie. Inaugurarea lui Wałęsa ca președinte de pe 21 decembrie 1990 este considerată de mulți ca fiind sfârșitul oficial al Republicii Populare Polone comuniste și începutul Republicii Poloniei moderne. Pactul de la Varșovia a fost dizolvat pe 1 iulie 1991.  Pe 27 octombrie 1991 au avut loc primele alegeri parlamentare complet libere după 1945. Acestea au dus până la capăt tranziția Poloniei de la regim comunist la un sistem politic democratic liberal de tip occidental. Ultimele trupe rusești au părăsit Polonia pe 18 septembrie 1993.

### Ungaria
Urmând înaintarea Poloniei, Ungaria a fost urmașul acesteia în ceea ce a constat tranziția unui  membru al Blocului răsăritean către un guvern non-comunist. Cu toate că Ungaria a fost marcată de anumite reforme economice de durată și liberalizare economică limitată încă din anii '80, reforme majore au fost introduse doar odată cu înlocuirea lui János Kádár din funcția de secretar-general al Partidului Comunist de pe 23 mai 1988 cu Károly Grósz. Pe 24 noiembrie 1988 Miklós Németh a fost numit în funcția de prim-ministru. Pe 12 ianuarie, Parlamentul a adoptat un „pachet democratic” care includea: pluralismul sindicatelor; libertatea de asociere, de adunare și a presei; o nouă lege electorală; o revizuire radicală a constituției, și altele. Pe 29 ianuarie 1989, contrazicând perspectiva oficială asupra istoriei menținută pentru mai mult de 30 de ani, un membru al Biroului politic, Imre Pozsgay, a declarat că rebeliunea Ungariei din 1956 a fost o răzvrătire populară și nu o încercare contrarevoluționară instigată de Occident.

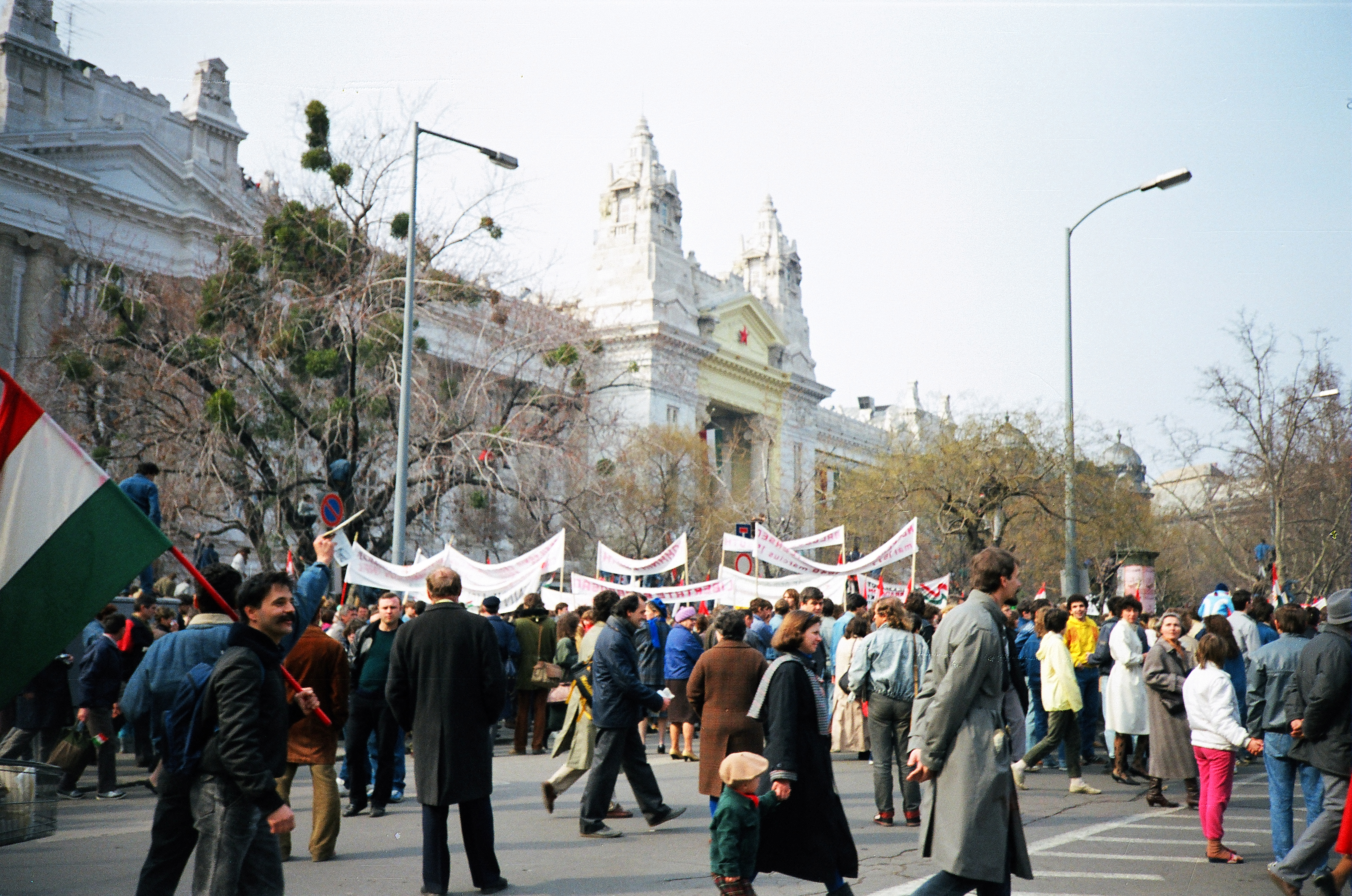
Demonstrație în fața sediului televiziunii de stat - 15 martie 1989

Demonstrațiile masive de pe 15 martie, ziua națională, a convins regimul să înceapă negocierile cu forțele politice emergente non-comuniste. Discuții de masă rotundă încep pe 22 aprilie și continuă până la înțelegerea mesei rotunde semnată pe 18 septembrie. Discuțiile le-a adus împreună pe noile forțe politice independente Fidesz, Alianța Democraților Liberi (SzDSz), Forumul Democratic Maghiar, Micii Agricultori Independenți, Partidul Civic Muncitoresc Agrar, Partidul Național Țărănesc, Societatea Endre Bajcsy-Zsilinszky și Sindicatul Democratic al Muncitorilor Științifici. Mai târziu s-au alăturat și Confederația Democratică a Sindicatelor Libere și Partidul Democratic Creștin Popular.  O parte din viitorii lideri politici ai Ungariei s-au remarcat în timpul discuțiilor, printre care László Sólyom, József Antall, György Szabad, Péter Tölgyessy și Viktor Orbán.
Pe 2 mai 1989, primele fisuri vizibile ale Cortinei de Fier au apărut când Ungaria începuse dărâmarea gardului de frontieră de 240 de km la granița cu Austria. Aceasta a destabilizat crescând Germania de Est și Cehoslovacia în decursul verii și toamnei ce urmau, odată ce mii de cetățeni au traversat ilegal granița austro-ungară spre Occident. Pe 1 iunie 1989, Partidul Comunist a recunoscut că fostul prim-ministru Imre Nagy, spânzurat pentru trădare în urma rolului său din rebeliunea ungară din 1956, a fost executat ilegal în urma unui proces-mascaradă. Pe 16 iunie 1989 lui Nagy i s-au organizat funeralii solemne în cea mai mare piață a Budapestei în prezența unei mulțimi de aproximativ 100.000, urmată de înmormântarea caracteristică unui erou.
Înțelegerea mesei rotunde de pe 18 septembrie a cuprins șase proiecte de legi care acopereau o reînnoire a Constituției, stabilirea unei curți constituționale, funcționarea și administrarea partidelor, alegeri pluripartite pentru Adunarea Națională, codul penal și legea procedurilor penale (ultimele două prezentând o separare adițională a partidului de aparatul de stat).  Sistemul electoral a fost un compromis: în jur de jumătate din deputați aveau să fie aleși proporțional, cu cealaltă jumătate fiind aleasă în funcție de sistemul majoritar.  O președinție slăbită avea să fie instalată, însă niciun consens nu a fost atins asupra alegătorului președintelui (parlamentul sau poporul), și când ar urma să aibă loc o asemenea alegere (înainte sau după cea parlamentară). Pe 7 octombrie 1989, Partidul Comunist s-a restabilit în urma ultimului congres ca Partidul Socialist Maghiar. Într-o sesiune istorică între 16 și 20 octombrie, parlamentul a adoptat o legislație care prevedea atât alegeri parlamentare pluripartite, cât și alegeri prezidențiale, care au avut loc pe 24 martie 1990. Legislația a transformat Ungaria dintr-o republică populară în formatul său modern, a garantat drepturile omului și drepturi cetățenești și a creat o structură instituțională care a asigurat separarea puterilor în ramura judecătorească, cea executivă și cea legislativă. Ocupația militară sovietică a Ungariei, care a persistat din timpul celui de-al Doilea Război Mondial, s-a sfârșit pe 19 iunie 1991.

### Germania de Est

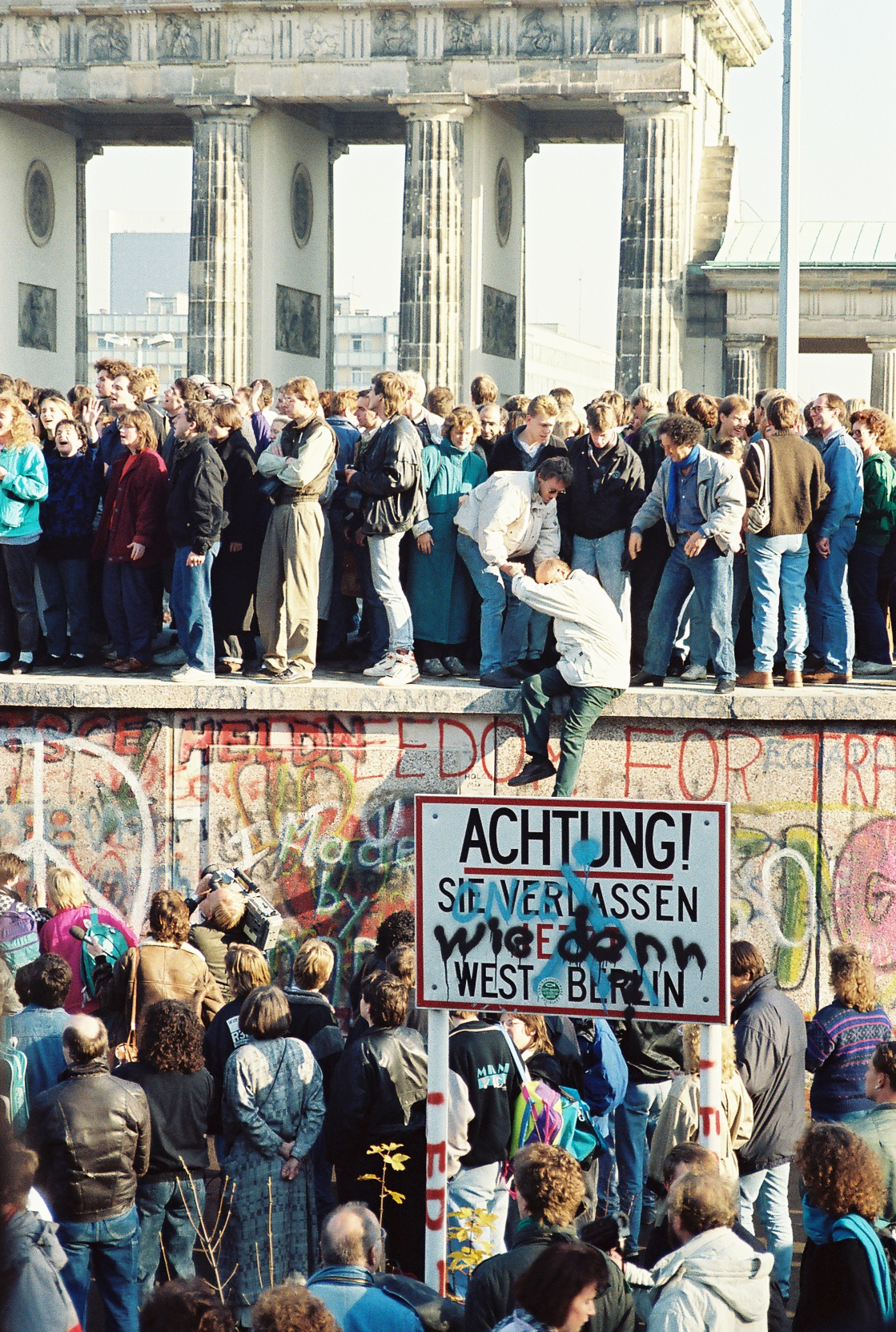
Zidul Berlinului de la Poarta Brandenburg, 10 noiembrie 1989

Pe 2 mai 1989, Ungaria a început procesul de dezasamblare a gardului din sârmă ghimpată care forma granița cu Austria, deschizând o largă străpungere prin Cortina de Fier spre Occident care a fost ulterior folosită de un număr crescând de est-germani. La finele lunii septembrie 1989, mai mult de 30.000 de est-germani au evadat spre Occident înainte ca RDG (Republica Democrată Germană) să le interzică traversarea către Ungaria, lăsând Cehoslovacia singurul stat-vecin în care aceștia puteau evada în continuare. Mii de est-germani s-au străduit să ajungă în Vest prin ocuparea facilităților diplomatice vest-germane din alte capitale central- și est-europene, cele mai notabile fiind Ambasada din Praga și Ambasada Maghiară, unde mii s-au stabilit în tabere în grădinile mlăștinoase ale acestora, din august până în noiembrie, așteptând reforme politice în țara-mamă. RDG a închis granița cu Cehoslovacia la 3 octombrie, astfel izolându-se de vecinii săi. Făcând imposibilă ultima șansă de scăpare a cetățenilor săi, un număr crescând de est-germani au participat la demonstrațiile de pe 4, 11 și 18 septembrie din Leipzig, fiecare atrăgând între 1.200-1.500 de protestatari; mulți au fost arestați și bătuți. Însă, cetățenii au refuzat să se lase intimidați. Pe 25 septembrie, protestele au atras 8.000 de manifestanți.
După ce cele cinci proteste succesive din Leipzig au atras în 2 octombrie 10.000 de protestatari, liderul Partidului Socialist Unit al Germaniei (SED) Erich Honecker a emis un ordin de tip trage pentru a ucide către armată. Comuniștii au pregătit o poliție imensă, o miliție, agenți Stasi, și trupe armate, existând zvonuri conform cărora un masacru în stilul Pieței Tiananmen era pregătit pentru ziua de 9 octombrie când noi demonstrații aveau să aibă loc.
Pe 6 și 7 octombrie, Mihail Gorbaciov a vizitat Germania de Est pentru a marca aniversarea a 40 de ani de la formarea Republicii Democrate Germane, și a constrâns conducerea țării să implementeze reforme. Un citat faimos este prezentat în germană sub forma "Wer zu spät kommt, den bestraft das Leben" (Acela care e întârziat are să fie pedepsit de viață). Cu toate acestea, Honecker a continuat să se opună reformelor interne, al cărui regim a ajuns să interzică circulația publicațiilor sovietice, văzute ca fiind subversive.
În ciuda zvonurilor cum că forțele comuniste pregăteau un masacru pentru 9 octombrie, 70.000 de cetățeni au demonstrat în Leipzig în acea zi de luni, în timp ce autoritățile au refuzat să deschidă focul. Această victorie a poporului înfruntând armele comuniștilor a încurajat pe mai mulți cetățeni să se alăture străzii. Pe 16 octombrie, după o săptămână, 120.000 de oameni au ieșit pe străzile orașului Leipzig.
Erich Honecker a sperat că sovieticii urmau să intre în Germania de Est, în numele Pactului de la Varșovia, și să restaureze guvernul comunist, suprimând totodată protestele civile. Odată cu anul 1990 guvernul sovietic considera nepractică continuarea menținerii controlului asupra Blocului răsăritean, și a adoptat o poziție neutră în ceea ce constau evenimentele din Germania de Est. Pus în fața unor continue tulburări civile, SED la înlocuit pe Honecker la 18 octombrie cu al doilea om ca putere în stat, Egon Krenz. Însă, demonstrațiile continuau să sporească – pe 23 octombrie la Leipzig protestatarii au atins cifra de 300.000, și au menținut-o și în următoarea săptămână. Granița cu Cehoslovacia a fost re-deschisă din nou pe 1 noiembrie, însă autoritățile cehoslovace i-au lăsat în scurt timp pe toți germanii răsăriteni să pătrundă în Germania de Vest fără alte complicații birocratice, prin care au ridicat partea lor din Cortina de Fier odată cu ziua de 3 noiembrie. Pe 4 noiembrie, autoritățile au decis să autorizeze o demonstrație la Berlin, și au fost înfruntate de gruparea protestatarilor din Alexanderplatz unde jumătate de milion de cetățeni s-a întrunit în capitală pentru a-și cere libertatea în cel mai mare protest văzut vreodată de Germania de Est. Incapabile să stăvilească crescândul curent de refugiați spre Vest prin Cehoslovacia, autoritățile est-germane s-au delăsat presiunii publice prin autorizarea pătrunderii în Berlinul de Vest și în Germania de Vest implicit, în mod direct, prin intermediul punctelor de trecere a graniței existente, la 9 noiembrie 1989, fără a le comunica aceasta pe deplin grănicerilor. Instigați de discursul eratic al purtătorului de cuvânt al regimului Günter Schabowski într-o conferință de presă televizată, afirmând că schimbările plănuite au fost puse în aplicare cu efect „imediat, fără întârzieri”, sute de mii de oameni s-au folosit de oportunitate. Grănicerii au fost rapid copleșiți de mulțimile extaziate care cereau intrarea în Berlinul de Vest. După ce aceștia nu au primit niciun răspuns din partea superiorilor lor, fiind lipsiți de voința de a își folosi armele, au deschis porțile către Berlinul de Vest. În curând noi puncte de trecere au fost create în Zidul Berlinului de către oameni, cu multe secțiuni ale zidului fiind efectiv demolate în spiritul debarasării de acest simbol opresiv. Grănicerii, confuzi, nu erau conștienți de cele întâmplate, stând resemnați alături de oameni în timp ce aceștia își făceau cale prin zid cu dălți și ciocane.
La 13 noiembrie, prim-ministrul RDG Willi Stoph și întregul său cabinet au demisionat. Un nou guvern a fost format sub comunistul mult mai liberal, Hans Modrow. Pe 1 decembrie Volkskammer-ul (parlamentul unicameral al RDG) a dizolvat rolul conducător al SED marcat în constituția Germaniei de Est. La 3 decembrie Krenz a demisionat din funcția de lider al SED; a demisionat și din funcția de șef de stat după 3 zile. Pe 7 decembrie au avut loc discuțiile de masă rotundă dintre SED și celelalte partide politice nou-răsărite. La 16 decembrie 1989 SED a fost destrămat și readus la viață sub forma Partidului Socialismului Democrat, abandonând marxism-leninismul și devenind o principală forță social-democratică a țării.
La 15 ianuarie 1990, sediul Stasi a fost asaltat de protestatari. Modrow a devenit liderul de facto al Germaniei de Est până la desfășurarea primelor alegeri libere de după 1933 din istoria Germaniei, pe 18 martie 1990. Partidul Socialismului Democrat (cel care a succedat SED) a fost puternic înfrânt. Lothar de Maizière din Uniunea Creștin-Democrată Est-Germană a devenit prim-ministru pe 4 aprilie 1990 cu o platformă înclinată spre o reunificare rapidă cu Vestul. Cele două Germanii s-au reunificat la 3 octombrie 1990.
Voința Kremlinului de a abandona un aliat atât de important din punct de vedere strategic a marcat o mutație dramatică în ceea ce însemna superputerea sovietică și o schimbare fundamentală de paradigmă în relațiile internaționale, care până în 1989 au fost dominate de diviziunea în est și vest, marcată prin însuși Berlin. Ultimele trupe rusești au părăsit teritoriul fostei RDG, acum parte a reîntregitei Germanii, pe 1 septembrie 1994.

### Cehoslovacia

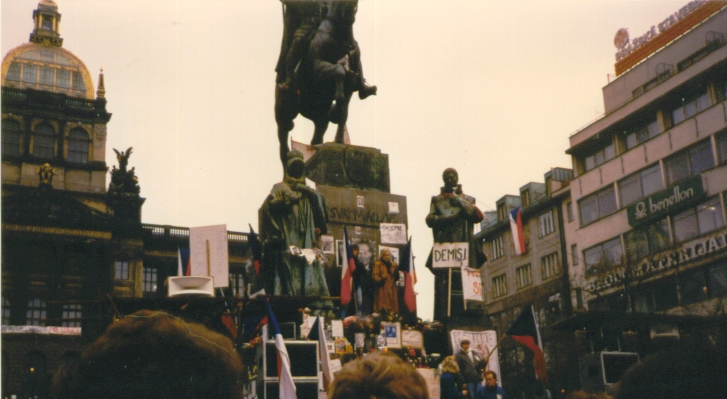
Proteste în dreptul monumentului din Piața Wenceslas, Praga.

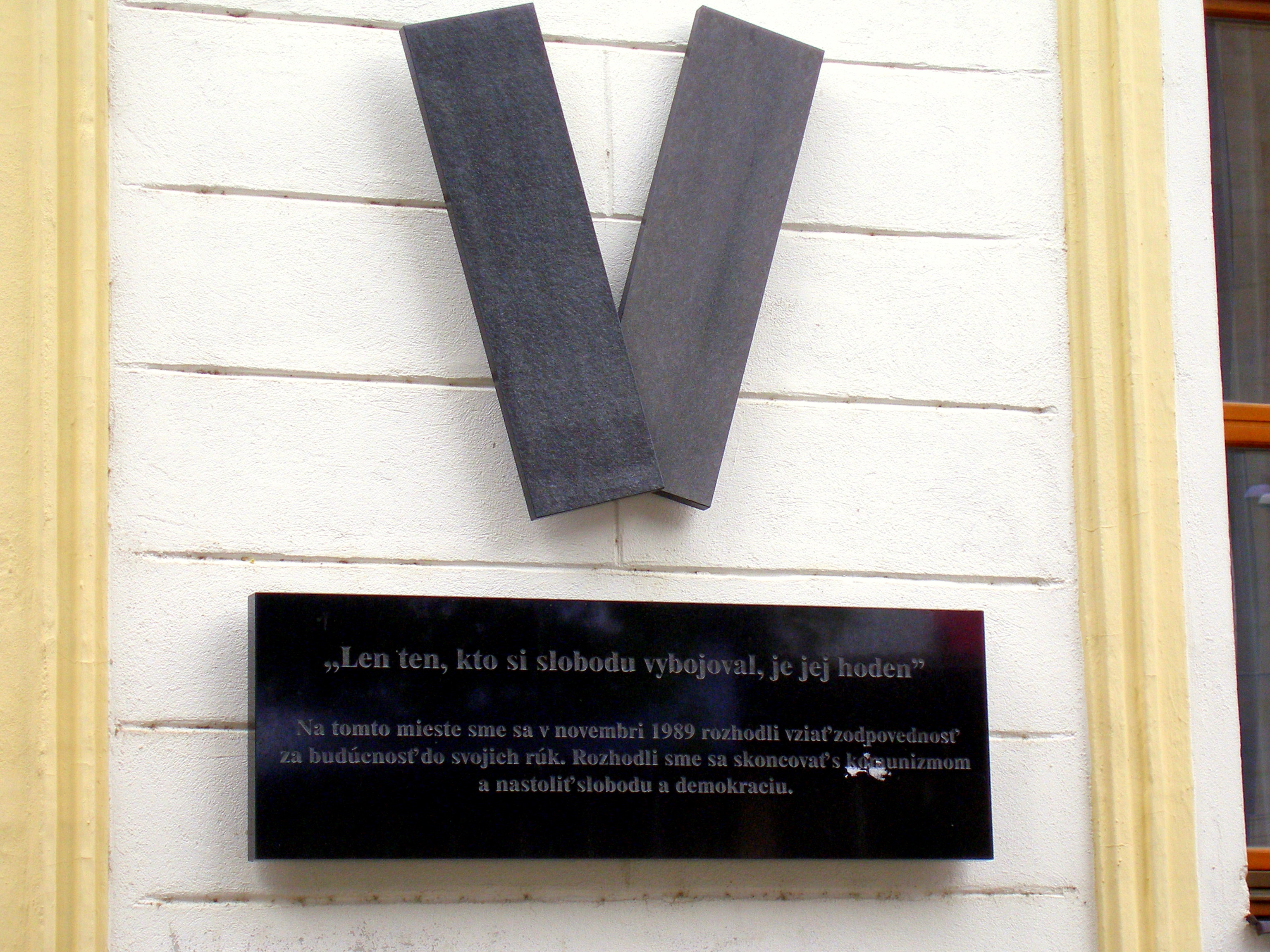
Memoriu al Revoluției de catifea, Bratislava, Slovacia.

Așa-numita „Revoluție de catifea” a fost revoluția non-violentă din Cehoslovacia care a dus la căderea guvernului său comunist. Pe 17 noiembrie 1989 (vineri), poliția a suprimat demonstrația unor studenți în Praga, cu toate că este încă controversată existența fatalităților. Acel eveniment a cauzat o serie de demonstrații populare din 19 noiembrie până la sfârșitul lunii decembrie. La 20 noiembrie, numărul protestatarilor pașnici adunați în Praga s-a extins de la cei 200.000 din ziua precedentă la aproximativ 500.000. Cinci zile mai târziu, Piața Letná cuprindea 800.000 de demonstranți. Pe 24 noiembrie, întreaga conducere a Partidului Comunist, printre care secretarul-general Miloš Jakeš, și-a dat demisia. O grevă generală de două ore, întreprinsă de toți cetățenii cehoslovaci, s-a sfârșit cu succes pe 27 noiembrie.
Odată cu colapsul altor guverne comuniste, și numărul crescând al protestelor, Partidul Comunist al Cehoslovaciei a anunțat pe 28 noiembrie 1989 că avea să își lichideze puterea și să dizolve statul monopartit. Sârma ghimpată, alături de alte obstacole, a fost eliminată de la granița cu Germania de Vest și Austria la începutul lui decembrie. Pe 10 decembrie, președintele Gustáv Husák a instalat primul guvern majoritar non-comunist  de după 1948, demisionând totodată. Alexander Dubček a fost ales purtător de cuvânt al parlamentului federal la 28 decembrie, iar Václav Havel președinte al Cehoslovaciei pe 29 decembrie 1989. În iunie 1990 s-au desfășurat primele alegeri democratice cehoslovace de după 1946. Ultimele trupe sovietice au părăsit țara pe 27 iunie 1991.

### Bulgaria
În octombrie și noiembrie 1989 au avut loc demonstrații în capitala Sofia îndreptate spre instituirea unor reforme ecologice, în timpul cărora au fost scandate și doleanțe pentru reformă politică. Demonstranții au fost suprimați, însă la 10 noiembrie 1989 – ziua în care Zidul Berlinului fusese pătruns – vechiul conducător al Bulgariei, Todor Jivkov, a fost înlăturat de către propriul său Birou politic. A fost succedat de un comunist cu mult mai liberal, fostul ministru de externe Petăr Mladenov. Moscova a aprobat aparent schimbarea la nivelul conducerii, în condițiile în care Jivkov era opus politicii implementate de Gorbaciov. Noul regim a reprimat rapid restricțiile asupra libertății de exprimare și adunare, care a condus la prima demonstrație în masă pe 17 noiembrie, alături de emergența unor mișcări anti-comuniste. Nouă dintre acestea s-au unit în Uniunea Forțelor Democratice (UFD) pe 7 decembrie. UFD nu a fost satisfăcută cu înlăturarea lui Jivkov, cerând drept urmare reforme democratice plusate și, mai important, eliminarea rolului conducător conferit la nivel constituțional Partidului Comunist Bulgar.
Mladenov a anunțat la 11 decembrie 1989 abandonarea monopolului politic de către Partidul Comunist, și că anul următor ar găzdui alegeri pluripartite. În februarie 1990, legislatura bulgară a eliminat din constituție mențiunea rolului conducător al Partidului Comunist. Eventual, s-a decis să fie desfășurate discuții de masă rotundă după modelul polonez în 1990, cu alegeri planificate pentru iunie același an. Discuțiile respective au avut loc între 3 ianuarie și 14 mai 1990, în timpul cărora s-a consfințit tranziția către democrație. Partidul Comunist a abandonat marxism-leninismul în aprilie 1990, transformându-se în Partidul Socialist Bulgar. În iunie 1990 s-au desfășurat primele alegeri libere după 1931, câștigate de Partidul Socialist Bulgar.

### România
După ce Revolta de la Brașov a fost înăbușită în 1987, Nicolae Ceaușescu a fost reales pentru încă cinci ani ca lider al Partidului Comunist Român (PCR) în noiembrie 1989, semnalizând faptul că intenționa să stăvilească revoltele anti-comuniste care apăruseră în restul Europei. în timpul pregătirilor lui Ceaușescu pentru vizita sa de stat din Iran, Securitatea a ordonat arestul și exilul unui pastor maghiar calvin local, László Tőkés, la 16 decembrie, pentru o predică care a adus ofense regimului. Tőkés a fost sechestrat, însă abia după ce erupseseră proteste serioase. Timișoara a fost primul oraș care a reacționat, la 16 decembrie, ajungând să fie cuprins de tumult civil pentru încă cinci zile.
Întorcându-se din Iran, Ceaușescu a ordonat un miting de masă pentru susținerea Partidului Comunist, în fața sediului central al acestuia, la București, pe 21 decembrie. Însă, spre șocul său, mulțimea l-a huiduit și batjocorit în timpul discursului. Ani de nemulțumiri reprimate emanau din mobilizarea românilor bucureșteni prin protest, și chiar și din elemente ale guvernului lui Ceaușescu, demonstrațiile urmând să cuprindă întreaga țară. La început, forțele de securitate s-au supus ordinelor lui Ceaușescu de a trage în protestatari. Însă, în dimineața lui 22 decembrie, Armata Română trece în mod neașteptat de partea opoziției. Acest fapt a avut loc în urma anunțului conform căruia ministrul apărării Vasile Milea s-a sinucis, după ce a fost demascat pentru trădare. Crezând că Milea fusese de fapt ucis, soldații de rând s-au raliat „în masă” revoluției. Tancurile armatei au început să înainteze spre clădirea Comitetului Central cu mulțimi de oameni roind alături de acestea. Protestatarii au forțat deschiderea ușilor clădirii Comitetului Central în încercarea de a-i captura pe Nicolae Ceaușescu și pe soția sa, Elena, apropiindu-se la doar câțiva metri de cuplu. Însă, cei doi au reușit să evadeze cu un elicopter care îi aștepta pe acoperișul clădirii. Revoluția s-a soldat cu 1.104 morți. Spre deosebire de partidele sale omoloage din cadrul Pactului de la Varșovia, PCR s-a dizolvat pur și simplu; niciun partid român din ziua de astăzi care se consideră succesorul Partidului Comunist nu a fost ales pentru Parlament de la Revoluție încoace.
Chiar dacă fuga soților Ceaușescu a fost urmărită cu entuziasm, soarta acestora a fost marcată de incertitudine. În ziua de Crăciun, televiziunea română i-a surprins pe soții Ceaușescu aflați în fața unui proces rapid, care a culminat cu execuția sumară a celor doi. Un consiliu interimar al Frontului Salvării Naționale, aflat sub conducerea lui Ion Iliescu, a preluat ulterior puterea și a anunțat că vor avea loc alegeri în aprilie 1990 – primele alegeri libere din România de la 1937. Însă, acestea au fost amânate mai apoi până pe 20 mai 1990. Peste 1.000 de oameni au murit în timpul Revoluției Române, dintre care 100 au fost copii, cea mai tânără victimă fiind de doar o lună. Atât președintele Ceaușescu, cât și soția sa, Elena, au fost duși în fața unui pluton de execuție, în urma unui proces foarte scurt.
Revoluția Română a fost cea mai sângeroasă dintre toate Revoluțiile de la 1989.

### Mongolia
Mongolia și-a declarat independența în 1911 în urma colapsului dinastiei Qing. Partidul Popular Mongol a ajuns la putere în 1921, acesta redenumindu-se în Partidul Revoluționar Popular Mongol. În decursul anilor, Mongolia s-a aliniat foarte mult cu Uniunea Sovietică. După ce Iumjaagiin Țedenbal a cedat puterea în 1984, noua conducere sub Jambyn Batmönkh a implementat reforme economice, însă a eșuat să obțină simpatie în rândul celor care, mai târziu în anul 1989, vor aspira spre schimbări și mai profunde. Rezultatul a fost pașnica Revoluție Mongolă, o mișcare pro-democratică care a început prin demonstrații și greve ale foamei pentru a sfârși 70 de ani de socialism, și pentru a fi instaurată democrația. A fost condusă în general de tineri protestatari activi în Piața Sükhbaatar din capitala Ulaanbaatar. Toate acestea au pricinuit demisia guvernului autoritar existent, fără vârsare de sânge. Printre organizatori s-au numărat Țahiaghiin Elbegdorj, Sanjaasürengiin Zorig, Erdeniin Bat-Üül, și Bat-Erdeniin Batbayar.
În dimineața zilei de 10 decembrie 1989 avuse loc prima demonstrație publică în fața Centrului Cultural de Tineri din Ulaanbaatar. Acolo, Uniunea Democratică - prima mișcare pro-democratică din Mongolia - s-a născut. Protestatarii cereau adoptarea unor politici de tip perestroika și glasnost. Liderii dizidenți urmăreau desfășurarea de alegeri libere și reforme economice, însă în contextul aparte al „socialismului democratic uman”. Protestatarii au injectat elemente naționaliste în rândul protestelor folosindu-se de alfabetul mongol - pe care cei mai mulți mongoli nu puteau să-l citească - ca și o repudiere simbolică a statu-quoului care impuse alfabetul chirilic mongol. La sfârșitul lui decembrie 1989, demonstrațiile s-au intensificat atunci când s-a vehiculat știrea unui presupus interviu al lui Garry Kasparov pentru Playboy, sugerând că Uniunea Sovietică își putea revitaliza economia vânzând Mongolia Chinei. 
Pe 14 ianuarie 1990, protestatarii, crescând numeric de la 300 la câteva mii, s-au întrunit în fața Muzeului Lenin în așa-numita Piață a Libertății (ce primise acest nume de atunci), în Ulaanbaatar. O demonstrație în Piața Sükhbaatar pe 21 ianuarie (într-o atmosferă de -30 C) a urmat în continuare. Protestatarii ridicau planșe cu aluzii la adresa lui Ginghis Han, reabilitând o figură istorică pe care școala sovietică evitase să o laude.
În lunile ulterioare ale anului 1990, activiștii își continuau demonstrațiile, mitingurile, protestele și grevele, cărora li s-au alăturat și profesorii și muncitorii. Susținerea populară a activiștilor sporise, atât în capitală cât și în zonele rurale, în timp ce activitățile sindicaliste au condus la o tot mai ardentă aspirație spre democrație în toată țara. După numeroase demonstrații de mii de oameni din capitală și alte centre provinciale, pe 4 martie 1990, Uniunea Democratică și alte trei organizații reformatoare au susținut un miting comun în aer liber, la care însuși guvernul fusese invitat. Acesta nu a trimis niciun reprezentant în cadrul a ceea ce a urmat să devină un protest de peste 100,000 de oameni care cereau tranziția spre democrație. Aceasta culminase în decizia lui Jambyn Batmönkh, președintele Biroului Politic al Comitetului Central al Partidului Revoluționar Popular Mongol, de a dizolva acest Birou și de a-și da demisia pe 9 martie 1990.
Primele alegeri libere pluripartite ale Mongoliei în cadrul unui sistem parlamentar bicameral au avut loc pe 29 iulie 1990. Partidele existente s-au aflat în cursa pentru 430 de locuri în Marele Hural. Cele de opoziție nu au fost capabile să numească destui candidați. PRPM a câștigat 357 de locuri din cele 430 pentru Marele Hural, și 31 din 53 pentru Micul Hural (care urma să fie abolit mai târziu). PRPM s-a bucurat de un puternic electorat rural. Marele Hural s-a întrunit pentru prima dată pe 3 septembrie 1990, alegând președintele (PRPM) vice-președintele (Partidul Social Democrat Mongol), prim-ministrul (PRPM), și alți 50 de membri pentru camera inferioară. În noiembrie 1991, Marele Hural a început dezbaterea asupra unei noi constituții, oficializată pe 12 februarie 1992. În plus, noua constituție a restructurat puterea legislativă, stabilind un sistem parlamentar unicameral - Marele Hural de Stat. PRPM și-a menținut majoritatea, pierzând însă alegerile din 1996. Ultimele trupe rusești staționate în Mongolia încă din 1966 s-au retras în totalitate până în decembrie 1992.

### Iugoslavia
Republica Socialistă Federativă Iugoslavia nu a făcut parte din Pactul de la Varșovia, însă a s-a profilat după propria versiune a comunismului, ‘’titoism’’, sub regimul lui Iosip Broz Tito. A constituit un stat multi-etnic pe care Tito a putut să-l mențină prin doctrina denumită Frăție și Unitate, însă în mod inevitabil tensiunile dintre etnii au început să se remarce în cadrul așa-numitei Primăveri Croate din 1970-71, o mișcare pentru sporirea autonomiei Croației, care fusese ulterior suprimată. În 1974 au avut loc schimbări constituționale, urmând ca noua Constituție Iugoslavă din 1974 să cedeze o parte a puterii federale republicilor și provinciilor constituante. După moartea lui Tito din 1980 au urmat tensiuni etnice tot mai intense, primele fiind cele din provincia majoritar-albaneză Kosovo prin protestele din 1981. La sfârșitul anilor ‘80, conducătorul Serbiei, Slobodan Milošević, s-a folosit de criza din Kosovo pentru a cataliza naționalismul sârb și a încerca să consolideze dominația Serbiei asupra Iugoslaviei, ceea ce alienase restul etniilor.
În paralel cu acest proces, Slovenia a fost martoră unei politici de liberalizare graduală începând cu 1984, similară într-un fel cu perestroika sovietică. Aceasta provocase tensiuni între, pe de-o parte, Liga Comuniștilor din Slovenia, și de cealaltă parte, Partidul Iugoslav central și forțele armate federale. Odată cu sfârșitul anilor ‘80, multe grupări de activism civic presau tot mai tare guvernul să democratizeze țara, ceea ce ar fi favorizat simultan și pluralismul cultural. În 1987 și 1988, o serie de ciocniri dintre emergenta societate civilă și regimul comunist a culminat în așa-numita Primăvară Slovenă - o mișcare în masă pro-democratică. Comitetul pentru Apărarea Drepturilor Omului a fost fondat pe post de platformă pentru mișcările politice non-comuniste majore ce se lansaseră deja. Până la începutul anului 1989, o multitudine de partide politice anti-comuniste s-au aflat deja în plină activitate, punând la încercare hegemonia comuniștilor sloveni. În curând, aceștia - aflați sub presiunea propriei lor societăți civile - au intrat în conflict cu conducerea comunistă sârbă.
În ianuarie 1990, un Congres extraordinar al Ligii Comuniștilor din Iugoslavia a fost convocat pentru a rezolva disputele dintre partidele constituante. Confruntați cu posibilitatea de a fi complet întrecuți numeric, atât comuniștii sloveni cât și cei croați au părăsit Congresul pe 23 ianuarie 1990, punând de facto capăt Partidului Comunist Iugoslav. Ambele părți ale celor două republici vestice au început negocierile pentru alegeri libere pluripartite alături de mișcările de opoziție din țara fiecăreia.
La 8 aprilie 1990, coaliția anti-iugoslavă numită Opoziția Democratică a Sloveniei a câștigat alegerile parlamentare din Slovenia anului 1990, în timp ce la 24 aprilie în același an, naționalista Uniune Democratică Croată (HZD) s-a bucurat de o usturătoare victorie în Croația, fiind condusă de Franjo Tuđman. Rezultate au fost cu mult mai echilibrate în Bosnia și Herțegovina și Macedonia din noiembrie 1990, în timp ce alegerile din Serbia și Muntenegru din decembrie 1990 au consolidat puterea lui Milošević și a susținătorilor lui. La nivel federal nu a fost organizată nicio alegere democratică.
Conducerile slovenă și croată au început, ulterior, să pregătească secesiunea celor două țări din federație, în timp ce sârbii din Croația au organizat așa-numita Revoluție de Bușteni - o insurecție care avea să pricinuiască formarea regiunii separate numită Krajina. La referendumul sloven pentru independență de la 23 decembrie 1990, 88.5% dintre cetățeni au votat pentru independență. În cadrul referendumului croat pentru independență din 2 mai 1991, 93.24% au votat pentru independență.
Tensiunile etnice și naționale care au escalat au fost exacerbate de aspirația spre independență, cauzând următoarele războaie iugoslave:
- Războiul din Slovenia (1991)
- Războiul de Independență al Croației (1991–95)
- Războiul Bosniac (1992–95)
- Războiul din Kosovo (1998–99), care include Operațiunea Forțele Aliate.

În plus, conflictul din Valea Preševo (1999–2001) și insurgența din Republica Macedonia (2001) sunt de asemenea analizate în același context.

### Albania
În Republica Populară Socialistă Albania, Enver Hodja, care a condus Albania pentru 4 decenii, a murit la 11 aprilie 1985. Succesorul său, Ramiz Alia, începuse să deschidă gradual regimul comunității internaționale. În 1989, primele revolte au început în Shkodër și s-au extins și în alte orașe. Până la urmă regimul existent a introdus niște politici de liberalizare, printre care și niște măsuri luate în 1990 de a permite libertatea ieșirii din țară. S-au remarcat eforturi de a îmbunătăți legăturile externe ale Albaniei. Alegerile din martie 1991 - primele alegeri libere din Albania din 1923, și doar a treia oară în istoria țării cu astfel de alegeri - i-au lăsat pe vechii comuniști la putere, însă o grevă generală alături de opoziția urbană au permis formarea unui guvern de coaliție ce includea și non-comuniști. Vechii ideologi ai Albaniei au fost înlăturați odată cu alegerile din martie 1992, în timpul unui colaps economic și al tulburărilor sociale de la acea vreme.

## Conferința de la Malta

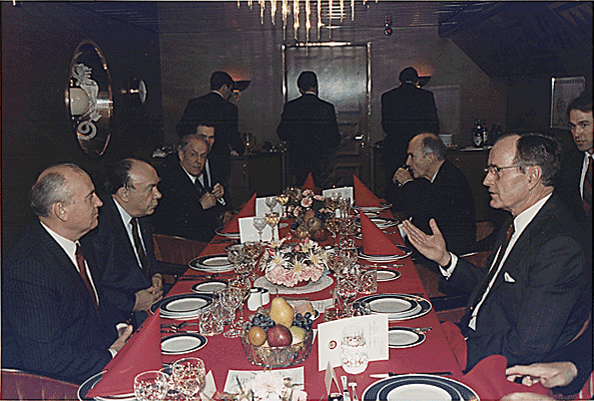
Mihail Gorbaciov și președintele George H. W. Bush pe puntea unei nave sovietice de croazieră denumită ‘’Maxim Gorky’’, Portul Marsaxlokk din Malta.

Conferința de la Malta a constat în întâlnirea președintelui S.U.A. George H. W. Bush și a conducătorului U.R.S.S Mihail Gorbaciov, având loc între 2-3 decembrie 1989, la doar câteva săptămâni de la căderea Zidului Berlinului, o întâlnire care a contribuit la încheierea Războiului Rece, parțial ca și rezultat al mai-largei mișcări pro-democratice a acelui an. A fost a doua întâlnire dintre cei doi, după ce prima - din decembrie 1988 - l-a inclus și pe președintele american de atunci, Ronald Reagan. Ziarele din acea perioadă numeau Conferința de la Malta ca fiind cea mai importantă de la 1945 încoace, atunci când prim-ministrul britanic Winston Churchill, conducătorul sovietic Iosif Stalin și președintele american Franklin D. Roosevelt s-au întrunit pentru a decide soarta războiului în cadrul Conferinței de la Ialta.

## Cronologia alegerilor din Europa Centrală/Răsăriteană și Asia Centrală, 1989-1991
Între luna iunie 1989 și aprilie 1991, fiecare stat comunist sau fost-comunist din Europa Centrală și Răsăriteană și Asia Centrală, iar în cazul U.R.S.S. și al Iugoslaviei fiecare republică constituantă, a organizat alegeri parlamentare competitive pentru prima dată de la multe decenii în urmă. Unele alegeri au fost doar parțial libere, altele complet democratice. Cronologia de mai jos oferă detalii privind aceste alegeri istorice; data este prima zi de votare, căci multe alegeri au cuprins multiple tururi de scrutin:
- Polonia – 4 iunie 1989
- Turkmenistan – 7 ianuarie 1990
- Uzbekistan – 18 februarie 1990
- Lituania – 24 februarie 1990
- Moldova – 25 februarie 1990
- Kîrgîzstan – 25 februarie 1990
- Tadjikistan – 25 februarie 1990
- Belarus – 3 martie 1990
- Rusia – 4 martie 1990
- Ucraina – 4 martie 1990
- Germania de Est - 18 martie 1990
- Estonia – 18 martie 1990
- Letonia – 18 martie 1990
- Ungaria – 25 martie 1990
- Kazahstan – 25 martie 1990
- Slovenia – 8 aprilie 1990
- Croația – 24 aprilie 1990
- România – 20 mai 1990
- Armenia – 20 mai 1990
- Cehoslovacia – 8 iunie 1990
- Bulgaria – 10 iunie 1990
- Mongolia – 22 iunie 1990
- Azerbaidjan – 30 septembrie 1990
- Georgia – 28 octombrie 1990
- Macedonia – 11 noiembrie 1990
- Bosnia și Herțegovina – 18 noiembrie 1990
- Serbia – 8 decembrie 1990
- Muntenegru – 9 decembrie 1990
- Albania – 7 aprilie 1991

## Destrămarea Uniunii Sovietice

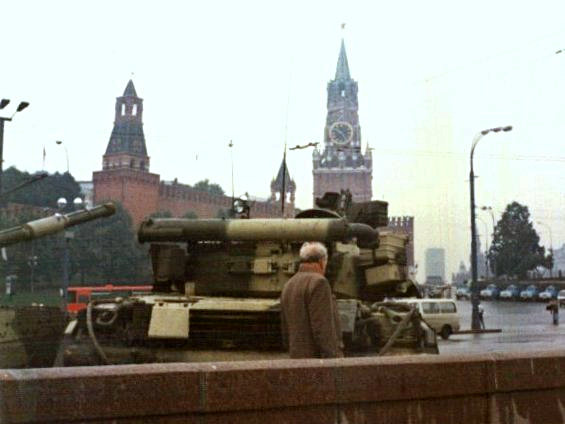
Tancuri în Piața Roșie din Moscova, în timpul loviturii de stat din 1991

La 1 iulie 1991, Pactul de la Varșovia a fost dizolvat în mod oficial în cadrul unei întâlniri în Praga. La o conferință ulterioară din aceeași lună, Gorbaciov și Bush au declarat parteneriatul strategic sovieto-american, marcând în mod decisiv sfârșitul Războiului Rece. Președintele Bush a declarat că această nouă cooperare S.U.A.-U.R.S.S. din timpul Războiului din Golf avea să fundamenteze un parteneriat menit să rezolve probleme atât globale cât și bilaterale.
Odată ce Uniunea Sovietică și-a retras rapid forțele armate din Europa Centrală și de Sud-Est, curentul anti-comunist început în cadrul turbulențelor anului 1989 aveau să se răsfrângă și asupra ei înseși. Agitația pentru auto-determinare a făcut ca Lituania să fie prima țară care și-a declarat independența, fiind urmată de Estonia, Letonia și Armenia. Însă, guvernul central sovietic cerea revocarea tuturor declarațiilor, amenințând cu intervenția militară și sancțiuni economice. Guvernul a ajuns într-un punct în care a trimis chiar trupe ale Armatei Roșii pe străzile capitaliei lituaniene, Vilnius, pentru a suprima mișcările separatiste din ianuarie 1991, cauzând moartea a 14 persoane.
Lipsa crescândă de satisfacție din celelalte republici sovietice, precum Georgia și Azerbaidjan, s-a întâlnit cu promisiunea de a spori descentralizarea. Tot mai multe alegeri libere au condus la victoria unor candidați opuși Partidului Comunist.
„Glasnost” a reușit în mod necugetat să permită exteriorizarea sentimentelor naționale ale tuturor popoarelor din interiorul multi-etnicei Uniuni. Acește mișcări naționaliste au fost galvanizate în continuare de deteriorarea rapidă a economiei sovietice, a cărei fundații predispuse stagnării a fost expusă prin eliminarea sistemului comunist de disciplinare. Reformele lui Gorbaciov au eșuat să îmbunătățească starea economică, căci structura planificată a acesteia a urmat să se prăbușească în întregime. Una câte una, fiecare republică constituantă a ajuns să-și formuleze propriile politici economice, votând subordonarea legii sovietice față de legea locală. În 1990, Partidul Comunist a fost forțat să își cedeze monopolul politic vechi de 70 de ani atunci când Supremul Soviet a desființat clauza din Constituția Sovietică care îi garanta autoritatea deplină de a conduce. Politicile lui Gorbaciov au cauzat slăbirea puternică a controlului Partidului Comunist asupra mass-mediei. Diverse detalii în legătură cu trecutul Uniunii Sovietice au urmat să fie imediat declasificate. Aceasta a dus în continuare la intensificarea sentimentului de „neîncredere” față de statu-quo, și la sporirea luptei pentru autonomie și independență.
Odată ce un referendum a confirmat dorința populară de a fi prezervată Uniunea Sovietică prin pierderea calităților totalitare, un grup de ideologi sovietici de rang înalt, reprezentați de vice-președintele Ghenadi Ianaev, a lansat o lovitură de stat pentru înlăturarea lui Gorbaciov de la putere în august 1991. Boris Elțin, atunci președintele Republicii Sovietice Federative Socialiste Ruse, a raliat poporul și majoritatea forțelor armate împotriva loviturii, ceea ce a asigurat eșecul acesteia. Chiar dacă s-a întors la putere, autoritatea lui Gorbaciov a devenit ireparabil de vulnerabilă. Și-a dat demisia din funcția de secretar-general al Partidului Comunist în urma loviturii de stat, urmând ca Supremul Soviet să dizolve întregul partid și să interzică toată activitatea politică comunistă din teritoriul sovietic. La doar câteva săptămâni mai târziu, guvernul le-a acordat statelor baltice independența pe 6 septembrie.
În decursul următoarelor 3 luni, o republică după alta a urmat să se proclame independentă, în general datorită fricii față de o nouă posibilă lovitură. De asemenea, în tot acest timp, guvernul sovietic s-a evaporat aproape în întregime odată ce noul guvern rus a preluat activitatea rămasă a acestuia, inclusiv Kremlinul. Penultimul pas a venit la 1 decembrie, când votanții celei de-a doua republici ca putere, Ucraina, au votat în preponderență să se separe de Uniunea Sovietică printr-un referendum. Aceasta încheiase orice posibilitate realistă de a prezerva Uniunea în întregime. La 8 decembrie, Elțin s-a întâlnit cu omologii săi ucrainieni și belaruși, semnând Acordurile de la Belaveja, care au declarat că Uniunea Sovietică încetase să mai existe. Gorbaciov a denunțat acordurile ca fiind ilegale, însă își pierduse deja de mult timp orice fărâmă de influență asupra evenimentelor politice din afara Moscovei.
La 2 săptămâni mai târziu, 11 dintre cele 12 republici rămase - toate cu excepția Georgiei - au semnat Protocolul de la Almatî, prin care s-a reconfirmat dizolvarea efectivă a U.R.S.S. și înlocuirea acesteia cu o nouă asociație voluntară de state, Comunitatea Statelor Independente. Supus inevitabilului, Gorbaciov și-a dat demisia din funcția de președinte pe 25 decembrie, pentru ca ziua următoare Supremul Soviet să ratifice Acordurile de la Belaveja, distrugând orice urmă de legalitate a Uniunii Sovietice ca și entitate politică. Până la finalul anului 1991, puținele instituții sovietice rămase care nu fuseseră deja preluate de statul succesor rus au fost dizolvate. Uniunea Sovietică, astfel, a fost oficial destrămată, desprinzându-se din aceasta 14 state constituante și 1 stat succesor (Federația Rusă), ceea ce a sfârșit totodată cel mai puternic și influent stat socialist din lume. Poziția a fost preluată de către China. O criză constituțională din 1993 a izbucnit violent în Moscova pentru ca Armata Rusă să fie trimisă pentru a restabili ordinea.

### Statele baltice

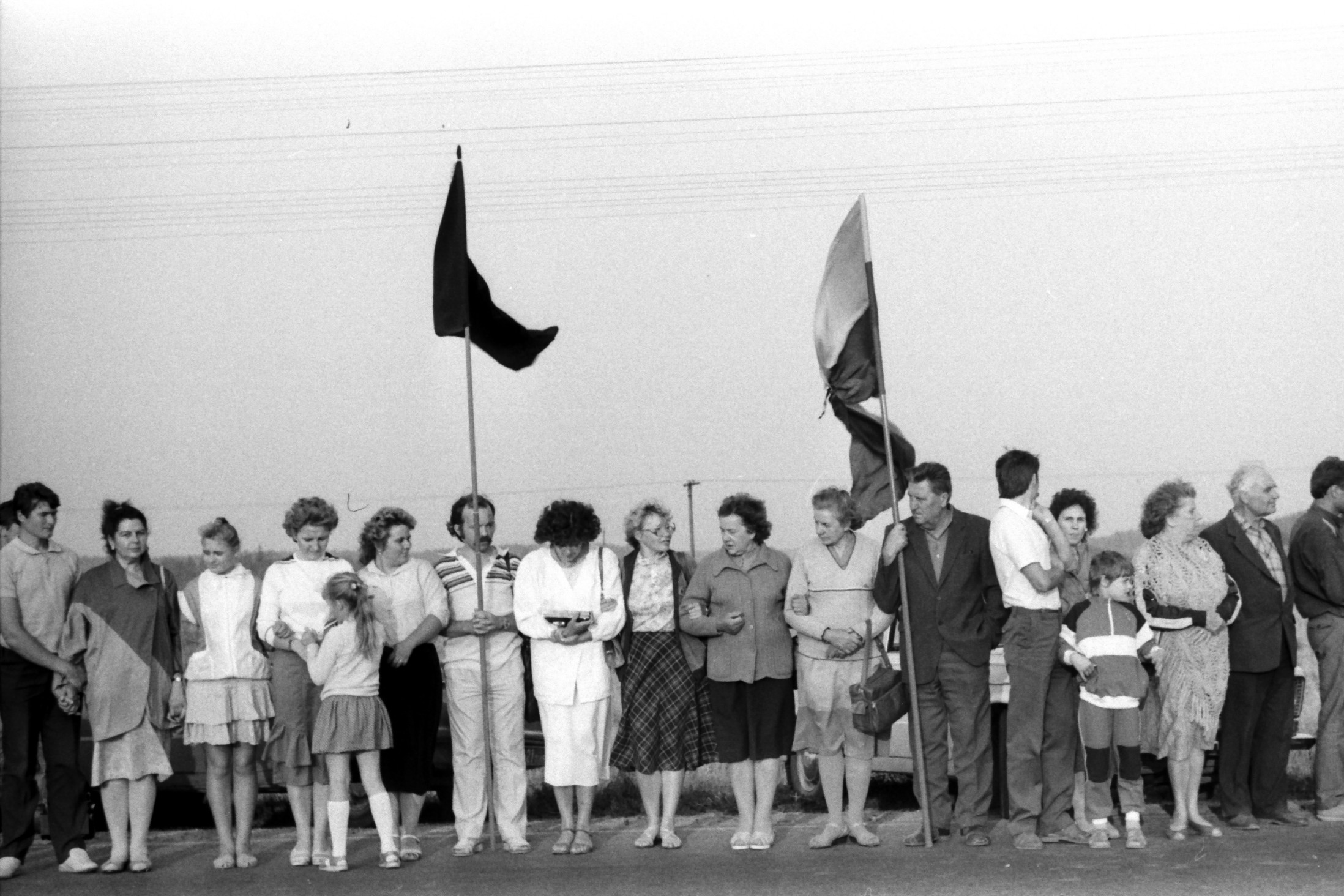
Lanțul Baltic a fost un șir de aproximativ 2 milioane de oameni dedicați eliberării statelor baltice de sub U.R.S.S.

Estonia, Letonia și Lituania au implementat reforme democratice și au obținut independența față de Uniunea Sovietică.
„Revoluția Cântată” este o denumire comună pentru evenimentele dintre 1987 și 1991 care au condus la restaurarea independenței Estoniei, Letoniei și Lituaniei. Termenul a fost conceput de către activistul și artistul eston Heinz Valk, într-un articol publicat la o săptămână după demonstrațiile în masă spontane cântate în seara dintre 10-11 iunie 1998 din Tallinn. Estonia și-a declarat independența față de Uniunea Sovietică pe 16 noiembrie 1988. Lituania i-a urmat pe 18 mai 1989, iar Letonia pe 28 iulie 1989. Actul Restabilirii Statului Lituania a proclamat independența deplină a țării respective la 11 martie 1990, urmând ca pe 30 martie Estonia să anunțe începutul unui perioade de tranziție spre independență. În final, Letonia le urmează pașii la 4 mai. Uniunea Sovietică a răspuns acestor „acte de frondă” prin forță brută armată la începutul anului 1991, în cadrul unor confruntări cunoscute ca și „evenimentele din ianuarie” în Lituania, și „Baricadele” în Letonia. Statele baltice considerau incorporarea acestora în Uniunea Sovietică ca fiind una ilegală, atât conform legii internaționale cât și a celei locale, și că tot ceea ce făceau era să își reafirme independența preexistentă deja legal.
Curând după lansarea loviturii de stat din august, Estonia și Letonia și-au declarat independența deplină. Pe când lovitura fusese înăbușită, U.R.S.S. nu mai avea la îndemână unitatea necesară unei rezistențe eficiente, recunoscând astfel independența tuturor 3 state pe 6 septembrie.

### Belarus, Ucraina, Moldova
- Belarus: Belarus și-a declarat independența deplină față de U.R.S.S. la 25 august 1991. Principalele schimbări politice de la începutul anilor ‘90 au fost întreprinse de către Frontul Popular Belarus și fracțiunea sa aflată în Supremul Soviet al Belarusului. Câțiva ani mai târziu, un nou lider postcomunist, Aleksandr Lukașenko, a venit la putere. După puțin timp își sporise puterea datorită unor două referendumuri controversate (1995 și 1996), primind de atunci constant critici pentru represiunea politică a opoziției.
- Moldova – A participat în Conflictul din Transnistria dintre aceasta și forțele pro-ruse ale regiunii. Comuniștii s-au întors la putere prin alegerile din 2001, când Vladimir Voronin a ieșit victorios, însă s-au confruntat mai târziu cu turbulențele civile din 2009 stârnite de acuzațiile de fraudare a alegerilor.
- Ucraina – Ucraina și-a declarat independența în august 1991. Președințiile foștilor comuniști Leonid Kravciuk și Leonid Kucima au fost urmate de Revoluția Portocalie din 2004, atunci când ucrainienii l-au votat pe Victor Iușcenko, un fost membru PCUS.

### Transcaucazul

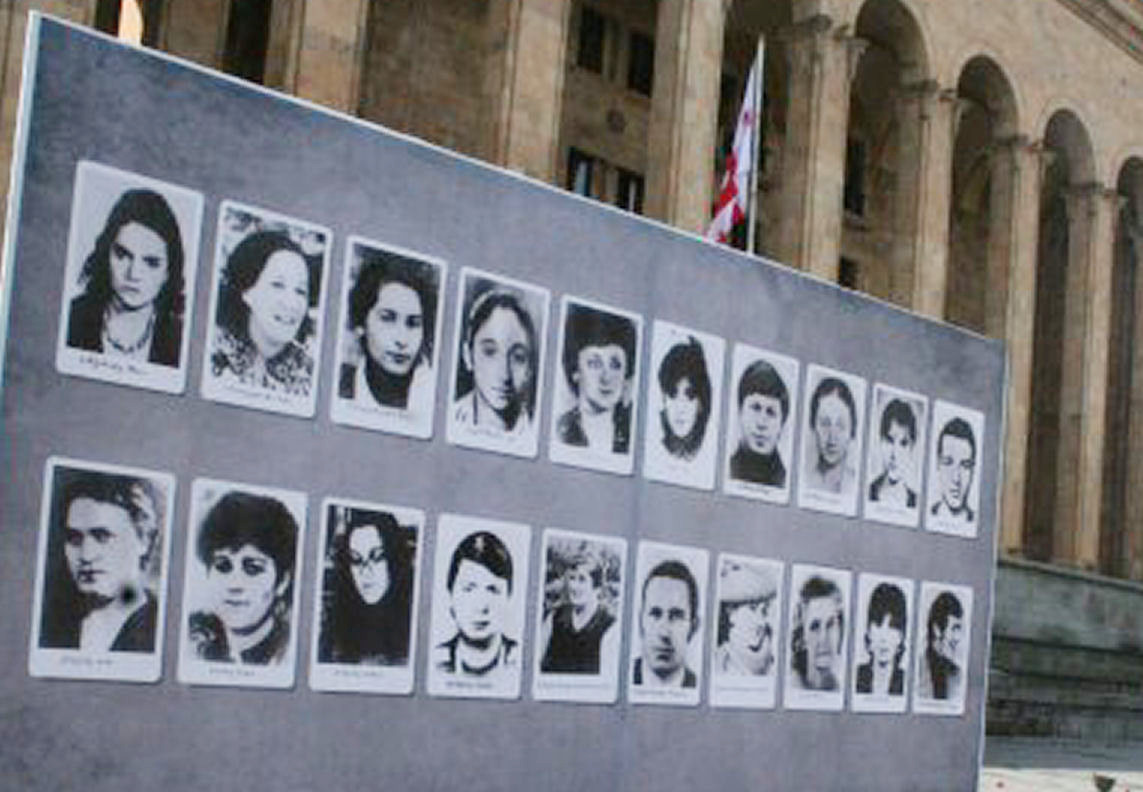
Fotografii ale unor victime ale masacrului din 9 April 1989, pe un panou din Tbilisi.

- Georgia și Caucazul de Nord au ajuns să fie constant împânzite de violență etnică și sectariană în urma colapsului U.R.S.S. În aprilie 1989, Armata Sovietică a masacrat protestatari în Tbilisi. Odată cu luna noiembrie 1989, Georgia a condamnat invazia rusă din 1921. Activistul democratic Zviad Gamsakhurdia a servit în funcția de președinte între 1991 și 1992. Rusia a oferit ajutor republicilor separate în cadrul războaielor din Osetia de Sud (1991-92) și Abhazia (1992-93) la începutul anilor ‘90, conflicte care s-au reaprins periodic, în timp ce acuza Georgia de susținerea rebelilor ceceni în cadrul Războaielor Cecene. O lovitură de stat l-a instalat pe fostul lider comunist Eduard Șevardnadze în funcția de Președinte al Georgiei până la Revoluția Trandafirilor din 2003.
- Armenia: Lupta pentru independență a Armeniei a inclus și violență. Războiul din Nagorno-Karabah a fost luptat între Armenia și Azerbaidjan. Cea dintâi a devenit tot mai militarizată (ascensiunea lui Robert Kocharyan, un fost președinte al Nagorno-Karabah, fiind văzută ca un punct de cotitură), în timp ce alegerile au devenit tot mai controversate, și corupția la nivel de guvern tot mai evidentă. După Kocharyan, a venit la putere notoriul Serj Sargsyan. Sargsyan este în multe rânduri văzut ca fiind fondatorul armatelor armeană și karabahă, fiind, în trecut, ministrul de apărare și de securitate națională.
- Azerbaidjan: Partidul Frontului Popular Azerbaidjan a câștigat primele alegeri prin naționalistul populist Abulfaz Elchibey, care se proclamase pe sine ca fiind pro-occidental. Astfel, Elchibey plănuia să pună capăt avantajului Moscovei din extracția de petrol azer, consolidând relații tot mai puternice cu Turcia și Europa. Aceasta i-a adus înfrângerea în fața comuniștilor printr-o lovitură de stat susținută de Rusia și Iran (care vedea noul stat azer ca fiind un amenințător rival, cu ambiții atât economice cât și teritoriale asupra spațiului iranian)..[67] Mutallibov a ajuns să conducă statul, pentru a fi curând destabilizat și chiar dat jos de la putere în urma nemulțumirii populare față de aparenta sa incompetență, corupție și proastă organizare a războiului cu Armenia. Liderul KGB azer și al Azerbaidjanului socialist Heydar Aliyev a venit ulterior la putere, rămânând președinte până la înlocuirea sa cu propriul fiu în 2003. Războiul din Nagorno-Karabah a fost luptat între Armenia și Azerbaidjan, definind în mod clar viitorul ambelor țări. Însă, diferit de Armenia care rămase un puternic aliat al Rusiei, Azerbaidjanul a început, odată cu războiul ruso-georgian din 2008, să-și îmbunătățească relațiile cu Turcia și Occidentul, în timp ce își limita legăturile cu Rusia.[68]

### Cecenia

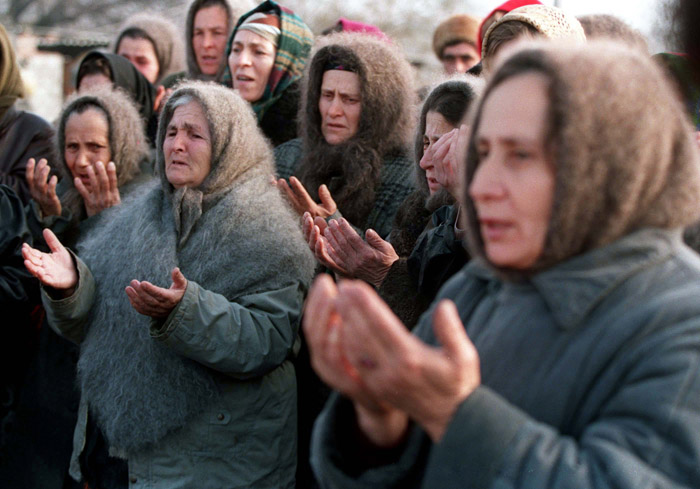
Femei cecene rugându-se în Grozny, decembrie 1994.

În Cecenia, folosindu-se de tactici parțial copiate de la statele baltice, forțele coalizate anti-comuniste conduse de generalul sovietic Djohar Dudaev au organizat o revoluție în general fără vărsare de sânge, reușind să forțeze demisia președintelui comunist Doku Zavgaiev. Dudaev a fost ales cu o marjă foarte mare de susținere în viitoarele alegeri, ca în noiembrie 1991 să proclame independența Ceceno-Ingușetiei. Ingușetia a votat ulterior să părăsească uniunea cu Cecenia, fiindu-i-se permisă aceasta (ceea ce a eliminat elementul inguș din denumirea republicii). Datorită dorinței sale de a exclude Moscova din toate negocierile asupra petrolului, Elțîn a susținut o lovitură de stat împotriva sa în 1993. În 1994, Cecenia - recunoscută doar de o singură țară (Georgia, care își revocase însă susținerea după ce Șevardnadze a obținut puterea) - a fost invadată de Rusia, provocând Primul Război Cecen. Cecenii, primind ajutor considerabil de la populațiile amânduror țări fost-sovietice și de la alte națiuni musulmane sunite, au rezistat în fața invaziei și au semnat un tratat de pace în 1997. Însă, Cecenia a urmat să devină tot mai anarhică, în general datorită atât distrugerilor politice cât și a celor fizice din timpul invaziei. Generalul Shamil Basaev, scăpând în întregime de controlul guvernului central, a întreprins raiduri în învecinatul Dagestan, pe care Rusia l-a folosit ca pretext pentru reinvadarea Ceceniei. Aceasta a urmat să fie reîncorporată în Rusia, însă insurgența continuă.

### Central Asia
- Kazahstan: Lupta pentru independență a început cu răscoala din decembrie 1986. Fostul lider comunist Nursultan Nazarbaev rămâne și astăzi la putere încă din 1990, atunci când a ocupat funcția de președinte al Kazahstanului sovietic.
- Kîrgîzstan: Askar Akayev a rămas la putere până la Revoluția Lalelelor din 2005.
- Tadjikistan: Rahmon Nabiev s-a menținut la conducerea țării, provocând războiul civil din Tadjikistan (1992-97). Emomali Rahmon l-a succedat și a rămas la putere încă din 1992.
- Turkmenistan: Saparmurat Niiazov a rămas liderul țării până la moartea sa din 2006, criticat constant ca fiind unul dintre cei mai totalitari și represivi conducători din lume, menținându-și propriul cult al personalității.
- Uzbekistan: Islam Karimov a rămas la putere până la moartea sa din 2016, fiind de asemenea criticat pentru înăbușirea opoziției politice din timpul regimului său.

### Conflicte post-sovietice
Rusia a fost implicată într-o serie de conflicte precum: Războiul din Nagorno-Karabah, Conflictul din Transnistria, Războiul din Osetia de Sud (1991-92), Primul Război Cecen, Războiul din Abhazia (1992-93), Conflictul din Prigorodniul de Est (1992), și Anexarea Crimeei de către Federația Rusă din Ucraina.

## Alte evenimente

### Țări comuniste și socialiste
Reformele survenite în Uniunea Sovietică și în cadrul aliaților săi au supus multe alte țări comuniste și socialiste din afara Europei unor schimbări radicale.

#### Africa
- Algeria – protestele din octombrie 1988, insurgența islamistă din Algeria 1991-2001, Frontul Eliberării Naționale (FLN) pierde alegerile pluripartite din 1995, din care iese învingător Liamine Zéroual.
- Angola – guvernul condus de partidul conducător MPLA a abandonat marxism-leninismul în 1991 și a acceptat Pacea de la Bicesse a aceluiași an, însă Războiul Civil Angolez dintre MPLA și UNITA conservatoare a continuat pentru încă un deceniu.
- Benin – regimul sub Mathieu Kérékou a fost pus sub presiunea abolirii marxism-leninismului începând cu 1989.
- Burkina Faso – democratizare în 1990.
- Capul Verde – Partidul African pentru Independența Capului Verde aflat la conducere și-a eliminat ideologia socialistă și i-a refuzat pe donatorii străini, insistând guvernului să permită alegeri pluripartite în 1991.
- Ciad – democratizare în 1990.
- Rep. Congo – regimul lui Denis Sassou Nguesso a fost constrâns să abandoneze marxism-leninismul în 1991. Au avut loc alegeri în 1992, în urma cărora a izbucnit Primul Război Civil în 1993.
- Djibouti – Războiul Civil Djiboutian din 1991, democratizare în 1992.
- Etiopia – o constituție a fost implementată în 1987 și, în urma retragerii asistenței sovietice și cubaneze, junta militară comunistă Derg condusă de Mengistu Haile Mariam a fost înfrântă de către Frontul Democrat Revoluționar Popular Etiopian (rebel) în  Războiul Civil și a părăsit țara în 1991.
- Ghana – lovitură de stat; se distanțează de URSS.
- Guineea-Bissau – democratizare în 1991.
- Madagascar – președintele socialist Didier Ratsiraka a fost înlăturat.
- Mali – Moussa Traoré a fost înlăturat, Mali  a adoptat o nouă constituție; au avut loc alegeri pluripartite. Rebeliunea Tuaregă (1990–95) și lovitura de stat maliană din 1991.
- Mozambic – Războiul Civil Mozambican dintre FRELIMO socialist și RENAMO conservator, sfârșit prin Pacea generală de la Roma din 1992. FRELIMO și-a dizolvat socialismul și, cu susținerea ONU, a organizat alegeri pluripartite.
- São Tomé și Príncipe – Partidul Social-Democrat aflat la conducere abolește ideologia socialistă, elimină fondurile străine, și pune presiune pe guvern pentru organizarea unor alegeri pluripartite în 1991.
- Seychelles – democratizare în 1991.
- Somalia – somalezii rebeli dau jos de la putere junta militară sub comunistul Siad Barre în timpul Revoluției Somaleze. Somalia se află într-o stare de război civil continuu încă de atunci.
- Sudan – sfârșitul regimului sub Partidul Democrat-Unionist în urma loviturii de stat sudaneze din 1989 condusă de Omar al-Bashir.
- Tanzania – partidul conducător Chama Cha Mapinduzi a pus capăt ideologiei socialiste și finanțării străine, cerând guvernului alegeri pluripartite pentru 1995.
- Tunisia – redenumirea Partidului Comunist Tunisian în „Mișcarea Ettajdid” în 1993 și a Partidului Socialist Destourian în „Adunarea Constituțional-Democrată” în 1988.
- Zambia – Partidul Independenței Naționale Unit aflat la conducere și-a dizolvat doctrina socialistă, a blocat donatorii străini și a presat guvernul să țină alegeri pluripartite în 1991.

#### Orientul Mijlociu
- Afganistan – odată cu redenumirea în „Republica Afganistanului” din „Republica Democrată a Afganistanului” din 1987, și retragerea trupelor sovietice, guvernul comunist sub Mohammad Najibullah s-a prăbușit în fața mujahedinilor în 1992.
- Irak – revolte în 1991. Irakul rămâne sub regimul ba'athist al lui Saddam Hussein până în 2003 când are loc invazia americană, care a răsturnat regimul.
- Kuwait – anexat de Irak în 1990. Eliberat în timpul Războiului din Golf.
- Palestina – Organizația pentru Eliberarea Palestinei a pierdut unul dintre cei mai importanți patroni diplomatici ai săi odată cu deteriorarea Uniunii Sovietice; declinul relației Arafat-Moscova; căderea guvernului monopartit și suspendarea OEP de către Frontul Popular pentru Eliberarea Palestinei - Comandamentul General (FPEP-CG) în 1984.
- Yemenul de Sud – Războiul Civil Sud-Yemenit din 1986; abandonarea marxism-leninismului în 1990; reunificarea Sudului și a Nordului mai capitalist în același an, ca statul Yemen, eveniment ce a condus însă la război civil în 1994.
- Siria – Partidul Comunist Sirian s-a divizat în două partide în 1986. Siria a participat la Conferința de la Madrid din 1991 unde a fost pusă în fața inamicului său, Israel, menite să negocieze pacea. Partidul Popular Democrat Sirian trece din stânga politică în centru-stânga.

#### Asia
- Bangladesh – conflict intern din 1989.
- Birmania – Rebeliunea 8888 din 1988 a dus la căderea Partidului Programului Socialist Birman însă a eșuat în instalarea democrației, cu toate că marxismul a fost abandonat. Țara a fost condusă de guvernul militar sub Consiliul de Pace Statală și Dezvoltare până în 2011, când alegerile anului precedent au fost văzute de multe state din Occident ca fiind frauduloase. Sfârșitul insurgenței comuniste în 1989.
- Cambodgia – guvernul aflat la putere încă de la căderea Khmerilor Roșii, susținut de Vietnam, a căzut în urma alegerilor sponsorizate de ONU din 1993; guvernul de coaliție a Cambodgiei Democrate a fost dizolvat în 1993; Partidul Cambodgiei Democrate a fost dizolvat în 1992.
- China – Partidul Comunist Chinez a inițiat reforme economice liberalizatoare în timpul anilor '70 târzii, sub direcția lui Deng Xiaoping. Însă, Protestele din Piața Tiananmen au fost zdrobite de către armată. Tulburare civilă în Tibet în 1987. Frontul Revoluționar Unit al Turkestanului de Est și Partidul Popular Revoluționar al Turkestanului de Est au fost dizolvate.
- India – liberalizarea economică a Indiei a fost începută în 1991. Rezoluția Partidului Popular din Arunachal. Congresul Rashtriya Samajwadi a fost dizolvat în 1989, Voluntarii Naționali din Tripura au fost dizolvați în 1988 iar Convenția Populară Hmar a fost de asemenea dizolvată, în 1986. Începutul insurgenței din Jammu și Kashmir în 1989.
- Laos – rămâne comunist sub Partidul Popular Revoluționar Laoțian. Laos a fost forțat să necesite ajutor francez și japonez pentru situațiile de urgență, și să obțină ajutor din partea Băncii Mondiale și a Băncii Asiatice pentru Dezvoltare. Într-un final, în 1989, Kaisôn a vizitat Beijingul pentru a confirma restaurarea relațiilor amicale, și să asigure ajutorul chinez. Steaua roșie, ciocanul și securea au fost eliminate din stemă în 1991.
- Mongolia – Revoluția Democrată din 1990 a Mongoliei a permis mutația graduală spre alegeri libere pluripartite și consfințirea unei noi constituții. Partidul Popular Mongol și-a menținut majoritatea în urma alegerilor din 1990, însă a pierdut-o în 1996.
- Coreea de Nord – Kim Ir-sen moare în 1994, urmând ca puterea să-i revină fiului său Kim Jong-il. Inundațiile fără precedent și dizolvarea URSS au condus la foametea nord-coreeană, care s-a soldat cu moartea a 2.5-3 milioane de nord-coreeni. Toate referințele către marxism-leninism au fost înlocuite de doctrina Juche în 1992, semnalizând o aparentă micșorare a rolului comunismului în Coreea de Nord.
- Sri Lanka – revolta din 1989.
- Vietnam – Partidul Comunist Vietnamez a început să implementeze reforme (denumite „Doi Moi”) din 1986, liberalizând diverse sectoare economice într-o manieră similară cu China. Vietnam încă rămâne un stat comunist monopartit.

#### America Latină
- Cuba – a avut loc sfârșitul subvențiilor sovietice; un protest lipsit de succes s-a desfășurat în 1994.
- Nicaragua – Frontul Eliberăriii Naționale Sandinista sub Daniel Ortega a pierdut alegerile pluripartite din 1990, în urma cărora Uniunea Opoziției Naționale a ieșit victorioasă.
- Suriname – democratizarea din 1987 și războiul de gherilă din Suriname dintre 1986–1992.

#### Oceania
- Vanuatu – partidul Vanua'aku Pati a pierdut alegerile pluripartite în 1991, câștigate de Uniunea Partidelor Moderate.

### Alte țări
Multe partide susținute de către URSS, dar și diverse grupuri militante din întreaga lume au suferit din pricina demoralizării și a pierderilor financiare.
- Australia – Partidul Comunist al Australiei a fost dizolvat.
- Austria – Partidul Comunist Austriac a pierdut finanțarea est-germană și cele 250 de milioane de euro în resurse financiare.
- Belgia – Partidul Comunist al Belgiei a fost divizat în două partide în 1989.
- Burundi – lovitura de stat burundeză din 1996.
- Canada - în 1990 partidului i-a fost retrasă înregistrarea oficială și multe bunuri, fiind forțat să intre într-o luptă politică și legală pentru a menține înregistrarea unor mici partide cunoscute ca Figueroa v. Canada, care s-a sfârșit în schimbarea definiției legale a partidelor politice canadiene în 2003 și operarea până astăzi fără reprezentare politică aleasă.
- Filipine – Revoluția Galbenă în 1989; Partidul Comunist din Filipine a fost supus criticii, iar dezbaterile care avuseră loc între liderii cadrelor partizane au rezultat în expulsia adepților conceptului de „oportunism de stânga și dreapta”, notabili pentru formarea așa-numitelor facțiuni ale „respingătorilor” și ale „reafirmătorilor”. Aceia care au aderat la ortodoxia maoistă au fost numiți „reafirmători”, iar ceilalți împotriva acesteia „respingători”. În iulie 1993, partidul Komiteng Rehiyon ng Manila-Rizal (KRMR), unul dintre respingători, și-a declarat autonomia față de aparatul central de conducere. În câteva luni, câțiva din formațiunile și birourile regionale ale partidului le-au luat pe urme, formalizând în mod permanent și puternic schisma. Vezi o apreciere comprehensivă dintr-o a treia sursă asupra schismei aici: http://pcij.org/imag/SpecialReport/left.html Arhivat în 27 mai 2016, la Wayback Machine.
- Finlanda – Liga Popular-Democrată Finlandeză s-a dizolvat în 1990, la fel cum falimentatul Partid Comunist al Finlandei s-a prăbușit în 1992 și a fost absorbit de Alianța de Stânga.
- Franța – colapsul Blocului răsăritean a șocat Partidul Comunist Francez. Criza a fost numită „la mutation”.
- Gambia – lovitura de stat gambiană din 1994.
- Germania de Vest – Rote Armee Fraktion și-a pierdut vechiul său susținător, Stasi, în urma căderii Zidului Berlinului.[70]
- Grecia – Organizația Comuniștilor Marxist-Leniniști a Greciei a fost dizolvată în 1993 și contopită cu Mișcarea pentru un Partid Comunist Unit a Greciei. Stânga Greacă a fost dizolvată în 1992.
- Irlanda – Partidul Comunist al Irlandei a intrat într-un declin signifiant. Partidul Socialist Democrat a fost dizolvat.
- Italia – colapsul a convins Partidul Comunist Italian să întreprindă reforme de sine, creând două grupări, Partidul Democrat de Stânga și Partidul Comunist pentru Refondare. Dispariția partidului comunist a cauzat schimbări drastice în sistemul italian de partide în 1992-1994 și colapsul Partidului Radical în 1989 și al Partidului Socialist Italian în 1994. Dezintegrarea Brigadelor Roșii în 1988.
- Japonia – Partidul Comunist Japonez a emis o declarație intitulată „Primim cu căldură sfârșitul unui mare rău istoric al imperialismului și hegemonismului”.
- Liban – sfârșitul Războiului Civil Libanez.
- Liberia – Primul Război Civil Liberian.
- Malaezia –  Partidul Comunist Malaezian s-a predat în 1989, sfârșind insurgența comunistă (1968–89) ce a durat trei decenii.
- Maldive – lovitura de stat eșuată din 1988.
- Maroc – sfârșitul războiului din Sahara de Vest în 1991.
- Mexic – Partidul Comunist Mexican și alte partide comuniste au fost dizolvate în 1989 și absorbite întâi în Partidul Socialist Mexican și mai apoi în Partidul pentru Revoluția Democrată. Colapsul Partidului Socialist Mexican în același an.
- Nepal – Partidul Comunist din Nepal (Janamukhi) și celălalt Partid Comunist din Nepal (A Patra Convenție) au fost dizolvate în 1990.
- Niger – lovitura de stat din Niger, din 1996.
- Norvegia – Partidul Comunist al Norvegiei a renunțat la traiectoria sa pro-sovetică.
- Olanda – Partidul Comunist din Țările de Jos a fost dizolvat în 1991 și absorbit de Green Left. Liga Comuniștilor din Țările de Jos a fost dizolvată în 1992.
- Oman – Frontul Popular pentru Eliberarea Omanului a fost dizolvat în 1992.
- Peru – Partidul Comunist din Peru, responsabil pentru uciderea a unor zeci de mii de oameni, s-a micșorat în anii '90.
- Regatul Unit – Partidul Comunist al Marii Britanii a fost dizolvat.
- San Marino – Partidul Comunist Sanmarinez a fost dizolvat în 1990.
- Sierra Leone – începutul Războiului Civil din Sierra Leone în 1990, și a loviturii de stat sierraleoneze din 1992.
- Singapore – formațiunea Barisan Sosialis a fost dizolvată în 1988.
- Spania – Partidul Muncitoresc al Unității Spaniol-Comuniste a fost dizolvat în 1991. Stânga Alternativă a fost dizolvată în 1993. Partidul Comunist din Spania (istoric) a fost dizolvat în 1992. Partidul Comunist din Galicia (revoluționar) a fost destrămat în 1989.
- Suedia – Asociația Comunistă din Norrköping a fost dizolvată în 1990, iar Kommunistiska Förbundet Marxist-Leninisterna a încetat să funcționeze ca un partid de scară națională. Kommunistiska Partiet i Sverige, pro-albanian, și Partidul Muncitoresc Comunist Maoist al Suediei au fost dizolvate în 1993. Principalul partid de stânga, Vänsterpartiet kommunisterna, a abandonat secțiunea comunistă din nume, devenind pe scurt Vänsterpartiet (Partidul de Stânga).
- Turcia – Partidul Comunist Laburist al Turciei a fost împărțit.

Concomitent, multe state autoritare anti-comuniste, anterior susținute de SUA, au urmat o tranziție graduală către democrație.
- Brazilia  – trece prin primele alegeri democratice prezidențiale de după 1960, în anul 1989, datorită reformelor inițiate în decursul anilor precedenți.
- Chile – junta militară sub Augusto Pinochet a fost pusă sub presiunea implementării alegerilor democratice, care a dus la democratizarea Chile-ului din 1990. Largul Partid al Stângii Socialiste s-a unit cu Partidul Socialist din Chile.
- Colombia – constituția conservatoare din 1886 a fost revocată în 1991. Mișcarea 19 Aprilie, Movimiento Armado Quintin Lame și majoritatea Armatei de Eliberare a Poporului (colombiană) și-au predat armele și au început să participe în politică.
- El Salvador – Războiul Civil Salvadorian s-a sfârșit în 1992 în urma Păcii de la Chapultepec. Frontul Mișcării Naționale de Eliberare Farabundo Martí a devenit un partid legal și a participat în alegerile ulterioare.
- Guatemala – Războiul Civil Guatemalez s-a sfârșit în 1996, în timp ce formațiunea Unitatea Național-Revoluționară Guatemaleză a devenit un partid legal.
- Haiti – Revoluția Haitiană din 1986.
- Panama – regimul lui Manuel Noriega a fost răsturnat în urma invaziei SUA din 1989 ca și consecință a suprimării alegerilor, activităților legate de traficul de droguri și uciderea unui soldat american.
- Paraguay – dictatura lui Alfredo Stroessner și-a întâlnit sfârșitul când o lovitură de stat l-a înlăturat de la putere în 1989. În 1992, noua constituție a țării a stabilit un sistem democratic de guvernământ.
- Ruanda – Războiul Civil Ruandez începe în 1990.
- Coreea de Sud – protestele Mișcării Democrației din Iunie au condus la căderea guvernului Chun Doo-hwan în 1987, și la desfășurarea primelor alegeri libere din istoria țării. În 2000, atât Coreea de Nord cât și Sudul au acceptat în principiu să coopereze pentru o viitoare înlesnire a reunificării peninsulei.
- Africa de Sud – negocierile pentru abolirea sistemului apartheid din Africa de Sud au început în 1990. Nelson Mandela a fost ales președinte în 1994.
- Taiwan – Partidul naționalist Kuomintang, aflat la conducerea Taiwanului (Republica Chinei) sub legea marțială încă de la încheierea Războiului Civil Chinez, a introdus reforme pro-democratice.
- Statele Unite – în urma încheierii Războiului Rece, Statele Unite au devenit, la nivel global, singura superputere. Și-a reprimat susținerea pentru multe dintre juntele militare cărora se alăturase în diverse feluri, punând presiune asupra tot mai multor națiuni să introducă democrația.
- Zair – Primul Război Civil în 1996.

Țări care s-au transformat în state socialiste după 1991.
- Nepal – monarhia a fost răsturnată în 2008, în consecința căreia s-a instalat o republică condusă de Partidul Comunist din Nepal (centru-maoist), până astăzi.
- Venezuela – Hugo Chavez a condus Mișcarea celei de-a Cincea Republici care a rezultat în stabilirea Republicii Bolivariene în 1999, conducând țara până la moartea sa în 2013.

## Reforme politice
Decomunizarea este un proces de înlocuire a moștenirii instituționale, culturale și psihologice din timpul regimurilor comuniste în statele care au cunoscut un asemenea sistem politic.
Decomunizarea a fost în general limitată sau inexistentă. Partidele comuniste nu au fost trecute în ilegalitate, iar membri acestora nu au fost aduși în totalitate în fața unui proces. Situațiile în care foștii membri ai servicilor secrete comuniste au fost excluși de la masa-rotundă au fost puține. În câteva țări, partidul comunist și-a schimbat doar numele, continuând să funcționeze.
În anumite țări europene, însă, susținerea sau încercarea de a justifica crimele comise de regimurile naziste și comuniste pot fi pedepsite cu până la 3 ani de închisoare.

## Reforme economice
Companiile de stat din țările socialiste obișnuiau să nu aibă niciun interes față de cererea pieței, ceea ce a condus la un deficit de bunuri și servicii. La începutul anilor ‘90, perspectiva generală era aceea că nu exista niciun precedent pentru tranziția de la socialism la capitalism, și că doar câțiva vârstnici cunoșteau cum funcționau economiile de piață. Ca rezultat, ideea conform căreia Europa Centrală și Răsăriteană ar rămâne regiunile sărace ale continentului predomina.
A avut loc o scădere temporară în producție în cadrul economiei oficiale propriu-zise, și o sporire a activității de pe piața neagră.
Țările implementau diverse programe de reformă. Spre exemplu, planul de tip „terapie de șoc” (numit și Planul Balcerowicz) din Polonia. Eventual, economia oficială a început să întâlnească o creștere graduală.
Într-o lucrare din 2007, Oleh Havrylyshyn a categorisit viteza reformelor din blocul sovietic:
- Big-Bang Sustenabil (cea mai rapidă): Estonia, Letonia, Lituania, Republica Cehă, Polonia, Slovacia
- Progres Stabil: Croația, Ungaria, Slovenia
- Big-Bang Renunțat: Albania, Bulgaria, Macedonia, Kîrgîzstan, Rusia
- Reforme Graduale: Azerbaidjan, Armenia, Georgia, Kazahstan, Ucraina, Tadjikistan, România
- Reforme Limitate (cea mai înceată): Belarus, Uzbekistan, Turkmenistan

Expansiunea Uniunii Europene din 2004 a inclus următoarele țări: Republica Cehă, Estonia, Ungaria, Letonia, Lituania, Polonia, Slovacia și Slovenia. Expansiunea din 2007 le-a inclus pe România și Bulgaria, urmând ca în 2013 să acceadă și Croația. Aceleași țări au devenit și membre N.A.T.O. Economia Mongoliei a fost reformată în aceeași linie cu cea a Europei Răsăritene.
Liberalizarea economică din China a început din 1978, ajutând milioane de oameni să iasă din sărăcie, ceea ce a coborât rata acesteia de la 53% din era Mao la 12% în 1981. Reformele economice ale lui Deng sunt încă urmate de Partidul Comunist Chinez și astăzi, ceea ce a dus la o rată de 6% odată cu începutul mileniului III.
Liberalizarea economică din Vietnam a fost inițiată în 1986 după modelul chinez, urmând ca India să fie supusă unei similare modernizări în 1991.
Profesorul universitar de la Harvard Richard B. Freeman a numit efectul reformelor „Marea Dublare”. Acesta a calculat o creștere a forței de muncă de la 1.46 miliarde la 2.93 miliarde de muncitori. Un efect imediat a fost reducerea raportului dintre mărimea capitalului și mărimea muncii. Pe termen lung, China, India și fostul bloc sovietic vor reuși să economisească și investească tot mai mult, și să contribuie la creșterea capitalului global.

## Continuitatea ideologică a comunismului

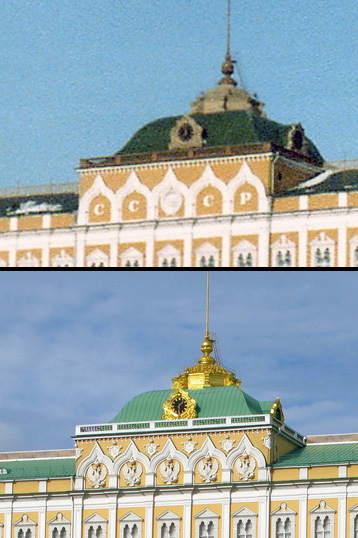
Cinci vulturi cu două capete care reprezintă Stema Rusiei (mai jos) înlocuiesc vechea Stemă a Uniunii Sovietice și literele „CCCP” (mai sus) pe fațada Marelui Palat din Kremlin după destrămarea Uniunii Sovietice.

Comparată cu eforturile din alte foste membre ale blocului sovietic și ale Uniunii, decomunizarea din Rusia a fost restrânsă la jumătăți-de-măsuri, dacă nu chiar ignorată în întregime. În 2008, aproape jumătate dintre ruși aveau o părere pozitivă despre Stalin, mulți susținând restaurarea monumentelor distruse care îl întruchipau. Idei neo-staliniste precum considerarea campaniilor lui Stalin de ucidere în masă ca fiind „în întregime raționale” au fost publicate în manuale de școală rusești.
În 1992, guvernul președintelui Elțîn l-a invitat pe Vladimir Bukovski să lucreze ca expert în procesul P.C.U.S. întreprins de Curtea Constituțională din Rusia, în cadrul căruia comuniștii l-au dat în judecată pe Elțîn pentru interzicerea partidului. Cazul acuzatului a fost acela că P.C.U.S. era în sine o organizație neconstituțională. Pentru a-și prepara mărturisirea, Bukovski a cerut și a oferit acces la un număr mare de documente provenite din arhivele sovietice. Folosind un scanner mic de mână și un laptop, acesta a reușit să scaneze o multitudine de documente (unele cu un nivel de confidențialitate ridicat), inclusiv raporturi ale KGB asupra Comitetului Central, furând datele și transportându-le în Occident. Evenimentul despre care mulți se așteptau că ar fi varianta comunistă a Proceselor de la Nürnberg și începutul reconciliării cu trecutul comunist, s-a sfârșit într-o jumătate-de-măsură: în timp ce P.C.U.S. a fost declarat neconstituțional, comuniștilor le-a fost permisă formarea de noi partide în viitor. Bukovski și-a exprimat profunda dezamăgire în scrierile și interviurile sale: „Eșuând să sfârșim sistemul comunist în mod conclusiv, ne aflăm acum în pericolul de a integra monstrul rezultant în lumea noastră. Poate nu va fi numit în continuare „comunism”, dar va păstra multe dintre aspectele sale periculoase...Până când un proces de tipul celor de la Nürnberg se ocupă cu judecarea tuturor crimelor comise de comunism, acesta nu a murit iar războiul nu s-a sfârșit.”

## Interpretări
Evenimentele au surprins comunitatea internațională. Predicțiile conform cărora colapsul U.R.S.S. era inevitabil au fost deseori ignorate.
Cartea lui Bartlomiej Kaminski Colapsul Socialismului de Stat susținea că sistemul socialismului de stat cuprindea un paradox letal: "politicile concepute să îi îmbunătățească performanța reușesc doar să-i accelereze declinul".
Până la sfârșitul anului 1989, revoltele s-au extins de la o capitală la alta, reușind să doboare regimurile impuse în Europa Central-Răsăriteană în urma celui de-Al Doilea Război Mondial. Chiar și regimul stalinist izolat al Albaniei a fost incapabil să reziste în fața curentului revoluționar. Abrogarea Doctrinei Brejnev de către Gorbaciov a fost probabil factorul cheie care a catalizat revoltele populare ulterioare și le-a asigurat succesul. Odată ce devenise evident că impunătoarea Armată Roșie nu ar interveni pentru a zdrobi dizidența, regimurile central-răsăritene au putut fi expuse ca fiind vulnerabile în fața populațiilor nemulțumite de sistemul monopartit și puterea poliției secrete.
Coit D. Blacker a scris în 1990 că aparatul de conducere sovietic „părea să fi crezut că orice posibilă pierdere de autoritate în Europa Central-Răsăriteană ar fi automat echilibrată de o creștere netă a influenței sale în Occident.” Totuși, este improbabil ca Gorbaciov să fi intenționat deplina abolire a comunismului și a Pactului de la Varșovia. Mai degrabă, Gorbaciov credea că partidele comuniste din Europa Central-Răsăriteană puteau fi reformate într-un mod similar cu reformele pe care le urmărea în cadrul P.C.U.S. Așa cum perestroika era menită să transforme U.R.S.S. într-un stat mai eficient economic și politic, tot așa considera Gorbaciov să statele membre CAER și ale Pactului de la Varșovia puteau fi îmbunătățite prin reforme. Însă, Alexandr Iakovlev (politician rus), un apropiat acolit al lui Gorbaciov, a afirmat mai târziu că ar fi fost absurd să fie menținut sistemul din Europa Central-Răsăriteană. Acesta a ajuns la concluzia că structura CAER aflată sub dominația U.R.S.S. nu era capabilă să funcționeze pe baza unor principii paralele cu cele de piață, și că Pactul de la Varșovia era „irelevant în viața reală”.